# Jersey
Pour les articles homonymes, voir Jersey (homonymie).
Jersey (en normand : Jèrri), en forme longue le bailliage de Jersey (en anglais : Bailiwick of Jersey ; en normand : Bailliage dé Jèrri) est une dépendance de la Couronne britannique et la plus grande des îles Anglo-Normandes qu'elle forme avec les îles du bailliage de Guernesey. Elle se situe dans la Manche à proximité de la France, et sa capitale est Saint-Hélier. Sa superficie est de 118,2 km2 et elle est peuplée de 103 267 habitants (les Jersiais ou plus plaisamment les « Crapauds ») en 2021.
Jersey faisait partie du duché de Normandie, dont le duc a conquis l'Angleterre à partir de 1066. Depuis 1259, la Normandie est divisée entre la partie française et les îles Anglo-Normandes, qui sont restées à la Couronne anglaise, puis britannique. Le chef d'État de Jersey (qui a conservé le titre de duc de Normandie) est le monarque britannique, actuellement le roi Charles III, représenté sur l'île par un lieutenant-gouverneur.
Le bailliage de Jersey comprend l'île éponyme ainsi que les récifs inhabités des Écréhou et des Minquiers et quelques autres îlots inhabités. Le bailliage ne fait pas partie du Royaume-Uni, mais en dépend pour ses affaires extérieures (défense et représentation diplomatique). Il n'a jamais fait partie de l'Union européenne, même quand le Royaume-Uni en était membre.
Sa culture est majoritairement britannique. La livre sterling est la monnaie et la langue natale de ses habitants est, depuis la Seconde Guerre mondiale, généralement l'anglais. Mais elle a une influence normande notable. Ainsi, la langue traditionnelle de l'île est le jersiais, une forme de normand.
Elle est considérée comme paradis fiscal, avec une trentaine de banques sur l'île et 231 fonds d’investissement avec un actif attractif de 394 milliards d'euros. Les revenus des sociétés étrangères sont taxés à 0 %.
Elle est la seconde île Anglo-Normande la plus proche des côtes françaises (Cotentin, département de la Manche), à seulement 22 km, derrière Aurigny (15 km).

## Géographie

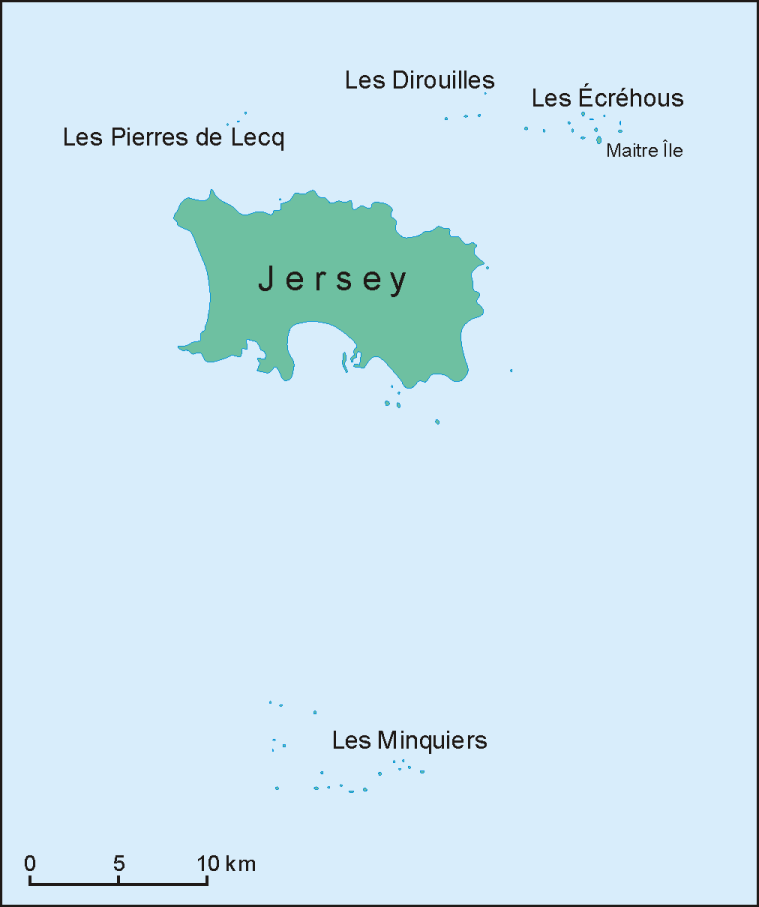
Carte des îles du bailliage de Jersey.

Évolution du littoral normand et formation des îles Anglo-Normandes.

Le littoral normand a évolué au cours des millénaires. Au moment de la Pangée, l'Europe est accolée au continent nord-américain. Elle s'en écarte progressivement et l'océan Atlantique s'engouffre entre les deux masses de terre. Le littoral normand connaît dès lors plusieurs phases au gré des régressions et des transgressions marines.
Durant le Pléistocène, le niveau de la mer remonte très au-dessus du niveau actuel. Il y a 200 000 ans, le niveau de la Manche était à + 15 m NGF (nivellement général de la France) si on se réfère au croquis stratigraphique par D. Michelet de la fouille archéologique de Port-Pignot dans le Nord Cotentin. Le territoire de la commune était donc sous les eaux, excepté le petit hameau de La Houlgate[réf. nécessaire]. Le littoral se trouvait alors à plus de 600 kilomètres des côtes actuelles.
Il y a 20 000 ans, le développement des calottes glaciaires autour des pôles et des principaux glaciers fait baisser le niveau de la mer d'un peu plus de 100 mètres.
Ce va-et-vient maritime a progressivement isolé les îles Anglo-Normandes des côtes du Cotentin. Il était encore possible de se rendre à pied à Guernesey, il y a 8 000 ans. Il faut attendre 4 000 ans avant notre ère pour que Jersey, Chausey et les Minquiers ne soient plus accessibles par voie de terre.
De cette transgression marine, subsiste le souvenir de la forêt de Scissy qui devait alors s'étendre entre les îles Anglo-Normandes et les côtes du Cotentin. De nombreuses souches fossilisées ont été collectées sur la côte et sont actuellement au musée de Cherbourg[Lequel ?]. Les pêcheurs rapportent que certaines zones de pêches sont inaccessibles, du fait que leurs filets s'arrachent sur des amoncellements de bois.
Depuis la côte Est de Jersey on peut apercevoir le littoral français (département de la Manche).

## Toponymie
Le nom de l'île apparaît peut-être sous la forme Andium au IVe siècle (dans le guide de voyage romain appelé Itinéraire d'Antonin au IVe siècle). Ensuite, on relève le nom d'Angia (Vie de Saint-Magloire et Vie de Saint-Samson IXe ou Xe siècle) qui se réfère peut-être à Jersey. Les formes anciennes dont dérive le nom actuel ne sont, elles, pas attestées avant le XIe siècle : insula Gersoi en 1022-1026, insula Gerseii, insula Gersey, insula Gersei, insula Gersoii au XIe siècle.
Le nom d’Andium représente vraisemblablement le mot gaulois *andion qui signifie « grand », par conséquent il désignerait la « grande (île) », Jersey est effectivement plus étendue que ses voisines. Une évolution phonétique possible a pu aboutir à Angia, à moins que ce dernier ne représente le germanique commun *aujō « île », latinisé en Augia dans les textes. Oye-Plage (Ogia VIIIe siècle ; Pas-de-Calais) et L'Île-d'Yeu (jadis Augia) sont formés avec le même appellatif. Les noms de ce type se seraient répandus sur les côtes de la mer du Nord et de la Manche antérieurement à la période viking. En l’occurrence, le nom est peut-être plus précisément saxon. Cependant, la plupart des spécialistes à la suite d'Auguste Longnon s'accordent sur l'origine scandinave de l'élément -ey (vieux norrois ey « île » cf. islandais ey « île ») dans le cas des Îles de la Manche. Le second élément -ey est alors le même que pour les autres îles Anglo-Normandes Guernesey, Aurigny (Alderney en anglais) et Chausey, mentionnées respectivement au début du XIe siècle sous les formes Greneroi, Alrenoi et Calsoi (Wace). À noter également qu'*aujō donne īeġ en vieil anglais (īeġ-land > anglais island « île ») et ei en vieux frison cf. néerlandais eiland « île ». S'il n'est pas n'interdit de penser que le nom d'origine scandinave se soit superposé au toponyme saxon antérieur, cela semble toutefois peu pertinent dans la mesure où seule la forme antique a été employée par les chroniqueurs et hagiographes jusqu'au IXe siècle,. En revanche, le premier élément Gers- > Jers- n'est pas identifié avec certitude. Jean Renaud avance l'hypothèse que le nom ancien pourrait être *Jarlsey.

## Histoire

Vue satellite de Jersey.

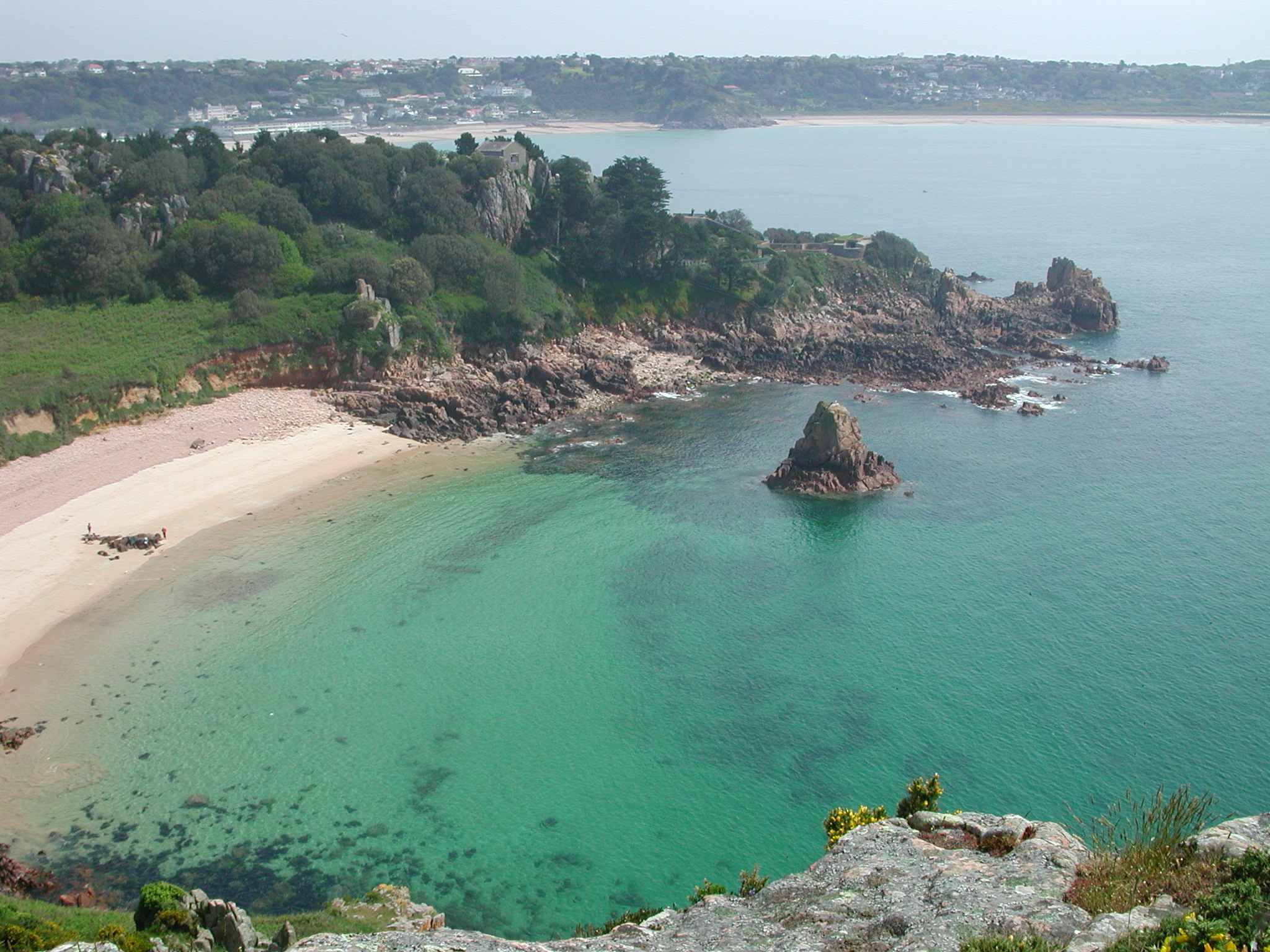
Beauport (Saint-Brélade). Au fond, la baie de Saint-Brélade (à gauche) et Ouaisné (à droite).

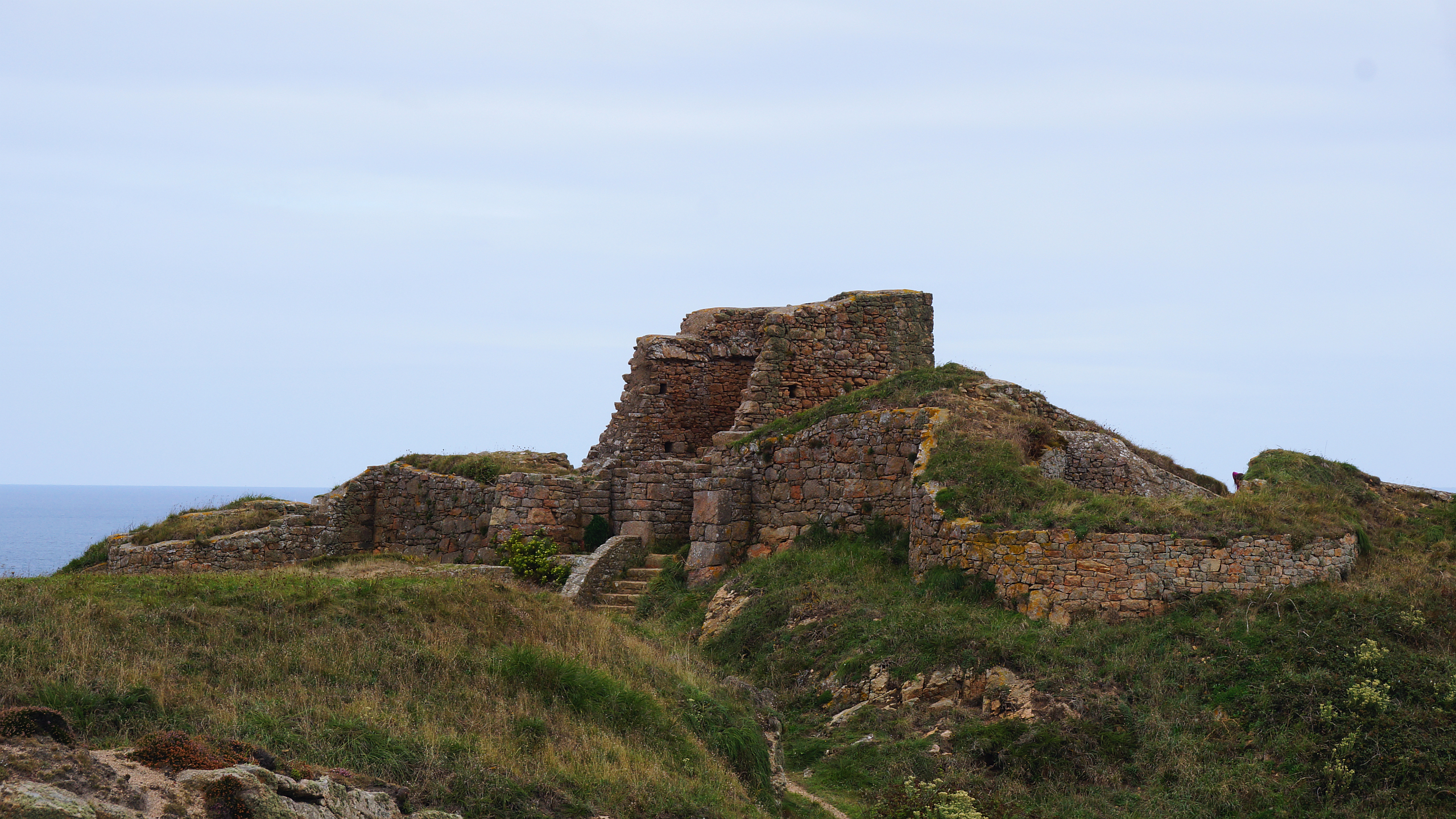
Chateau Grosnez, XIVe siècle (Grosnez castle)

### Préhistoire et protohistoire
Un premier peuplement humain daté vers 280 000 ans de l'Homme de Néandertal a été identifié à la Cotte de Saint-Brelade. On y a découvert notamment des dents de Néandertalien datées de −110 000 ans.
Il y a 180 000 ans, Jersey se présente comme un plateau rocheux dans la plaine qui s'étendait à la place du nord de l'actuelle Manche. Des chasseurs de mammouths et de rhinocéros laineux fréquentent certaines cavernes des falaises de Jersey.
Devenue une île il y a environ 8 000 ans avec l'élévation du niveau de la mer, elle est colonisée par des fermiers néolithiques qui y érigent les dolmens et monuments funéraires et culturels que l'on peut encore admirer aujourd'hui.
L'âge du bronze et l'âge du fer se caractérisent sur Jersey par un nombre très important d'enfouissements de trésors.

### Antiquité
Pour la période gallo-romaine, il existe peu de données archéologiques. Jersey semble néanmoins pleinement intégrée au monde romain. Il existe les restes d'un fanum, petit temple gallo-romain, au Pinacle, lieu sacré préhistorique des landes du Nord-Ouest.

### Moyen Âge
L’île de Jersey est peut-être occupée par les Bretons lors de leur migration vers la Bretagne, aux VIe et VIIe siècles. Plusieurs saints gallois, comme Samson de Dol, Magloire, Tugdual et Bréladre sont actifs dans l'archipel à l'époque. En 803, Charlemagne y envoie un émissaire auprès des Bretons peuplant l'île.
Cependant, la tradition a retenu le nom de saint Hélier (originaire de Tongres, dans l'actuelle Belgique) comme le premier à avoir introduit le christianisme sur l'île, au VIe siècle.

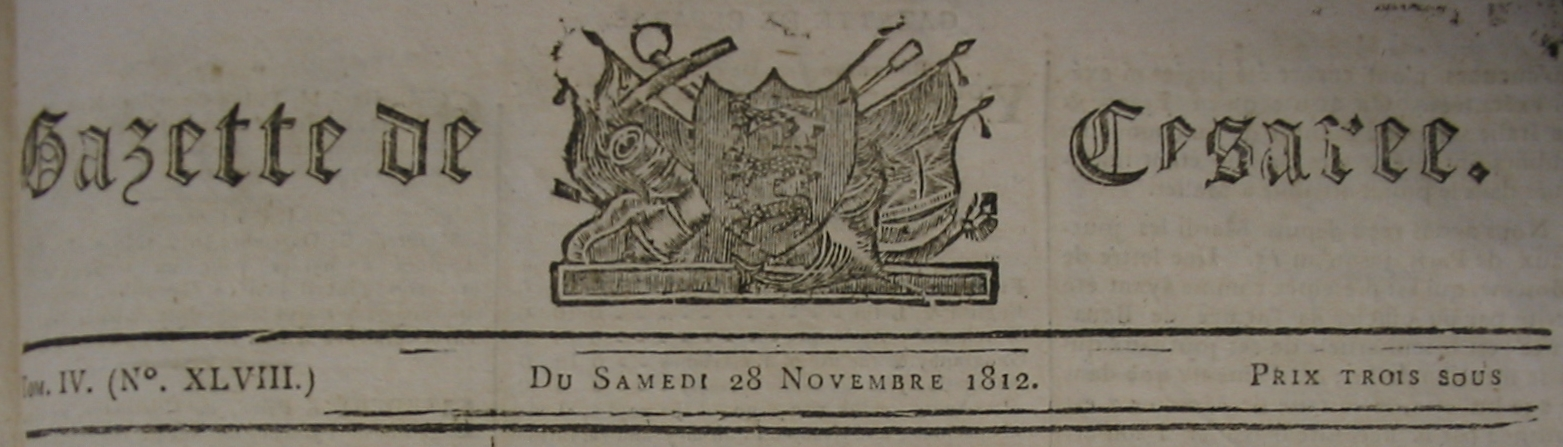
La Gazette de Césarée en 1812 évoque le nom latin traditionnel de Jersey

Par la suite, des Vikings s'implantent durablement dans l'île, comme en témoignent des éléments de la toponymie, très romanisés, et qui ne diffèrent pas de ceux que l’on rencontre dans le Cotentin et plus généralement dans toute la Normandie : La Hougue Bie, le clos du Hottot, (L)ametot, Prétot, Les Écrehou, Grouville, Ingouville, Quetteville, Quétivel, La Houle, Daubeuf, Ronez, etc., ainsi que le nom même de l'île qui remplace un ancien toponyme d’origine gauloise bien attesté dans les textes,. En outre, le dialecte normand local conserve de nombreux vocables d'origine scandinave, la plupart également communs au cotentinois : fliées (variante de flies « patelles »), vraitchi (variante de vraiqui « ramasser, couper du varech »), tangon « algues brunes », mielles « dunes de sable », hougue « monticule, éminence » (mot sorti de l'usage dans le Cotentin), gradile « groseille », fal(l)e « gorge, jabot des oiseaux », etc.. En revanche, à part peut-être quelques microtoponymes à l'étymologie mal assurée, il ne subsiste apparemment aucune trace onomastique ou lexicale d'un emploi de la langue bretonne dans l'île. Richard Coates qui donne une origine bretonne à certains toponymes comme Le Lecq (pour lui du breton lech « éclat, ardoise »), n'est guère suivi, en effet, la forme la plus ancienne [prioratus de] la Wik (1215 - 1254) et les formes régulières suivantes s'opposent à cette interprétation et montrent qu'il s'agit d'une agglutination de l'article défini, suivi d'une contraction du vocable scandinave vík « baie », très répandu dans le Cotentin et les Îles, dont les formes évoluées sont très diverses.
La Conquête normande de l'Angleterre en 1066 a lié l'île, qui était rattachée au diocèse de Coutances, comme Aurigny, Guernesey et Sercq, pour la première fois au royaume d'Angleterre. L'humour jersiais relève que les Jersiais ont battu les Anglais en 1066 et donc que « l'Angleterre appartient à Jersey et non l'inverse ».
En 1155, l'abbaye de Saint-Hélier a été fondée sur l'îlot à côté de l'ermitage de Saint-Hélier.
En 1204, le roi de France Philippe Auguste conquiert la Normandie. Les îles de la Manche restent sous le contrôle de Jean sans Terre, roi d'Angleterre et duc de Normandie. Désormais, il y eut une Normandie continentale et une Normandie insulaire, séparées. Le roi d'Angleterre fut considéré comme duc de Normandie dans les îles. Les Constitutions du roi Jean sans Terre assurent les libertés et l'autonomie des îles – c'est l'origine du gouvernement de Jersey.
Le château de Mont-Orgueil est construit afin de défendre l'île contre les Français. En 1338, les français avec à leur tête l'amiral Nicolas Béhuchet ravagent l'ile et mettent le siège devant le château de Mont-Orgueil. Aujourd'hui, le château, qui domine la côte à l'est de l'île, est un grand lieu d'intérêt pour les touristes et un symbole de l'indépendance de Jersey.

### Époque moderne

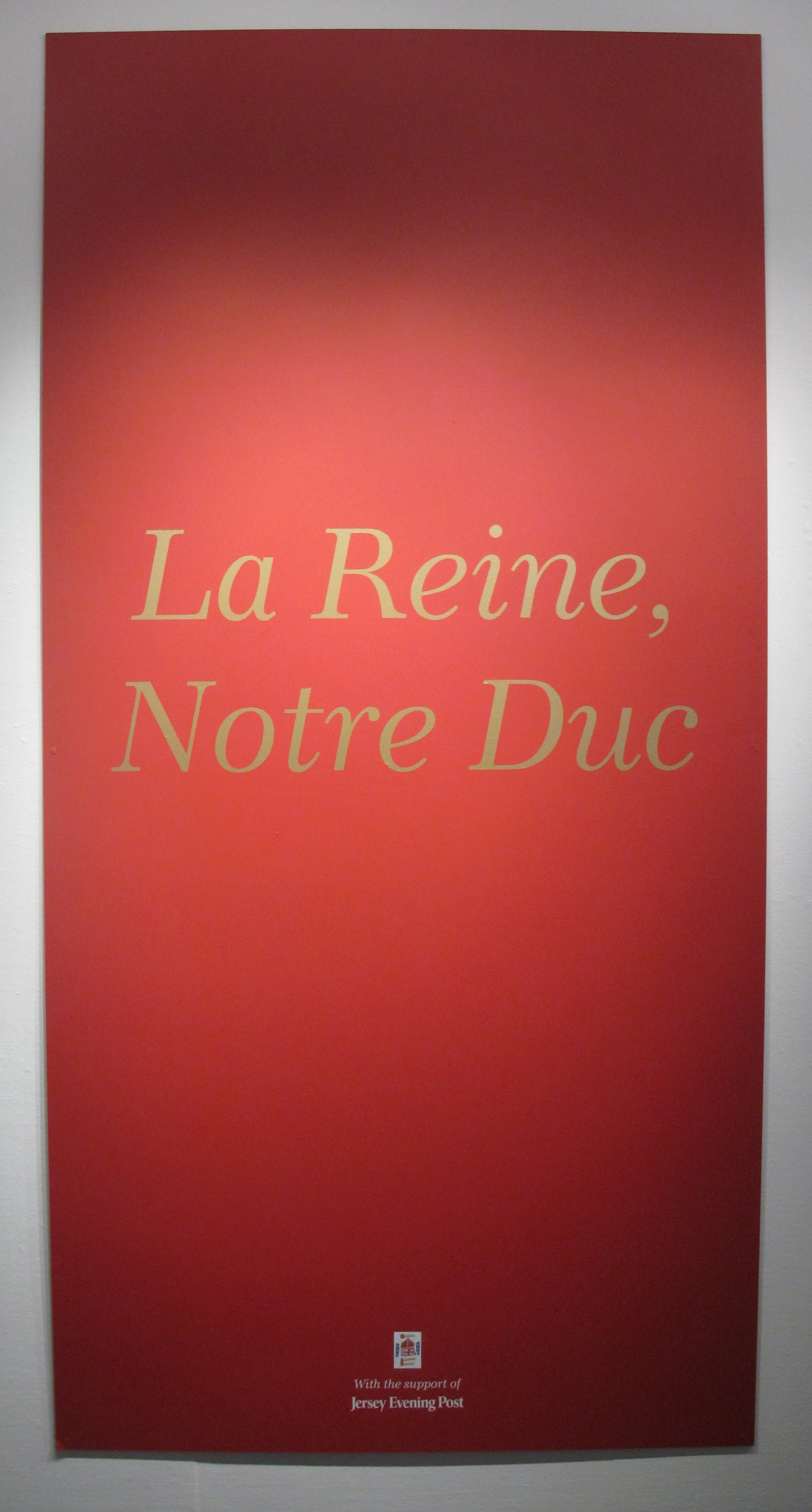
Titre officiel de la Reine d'Angleterre, souverain britannique et duc de Normandie.

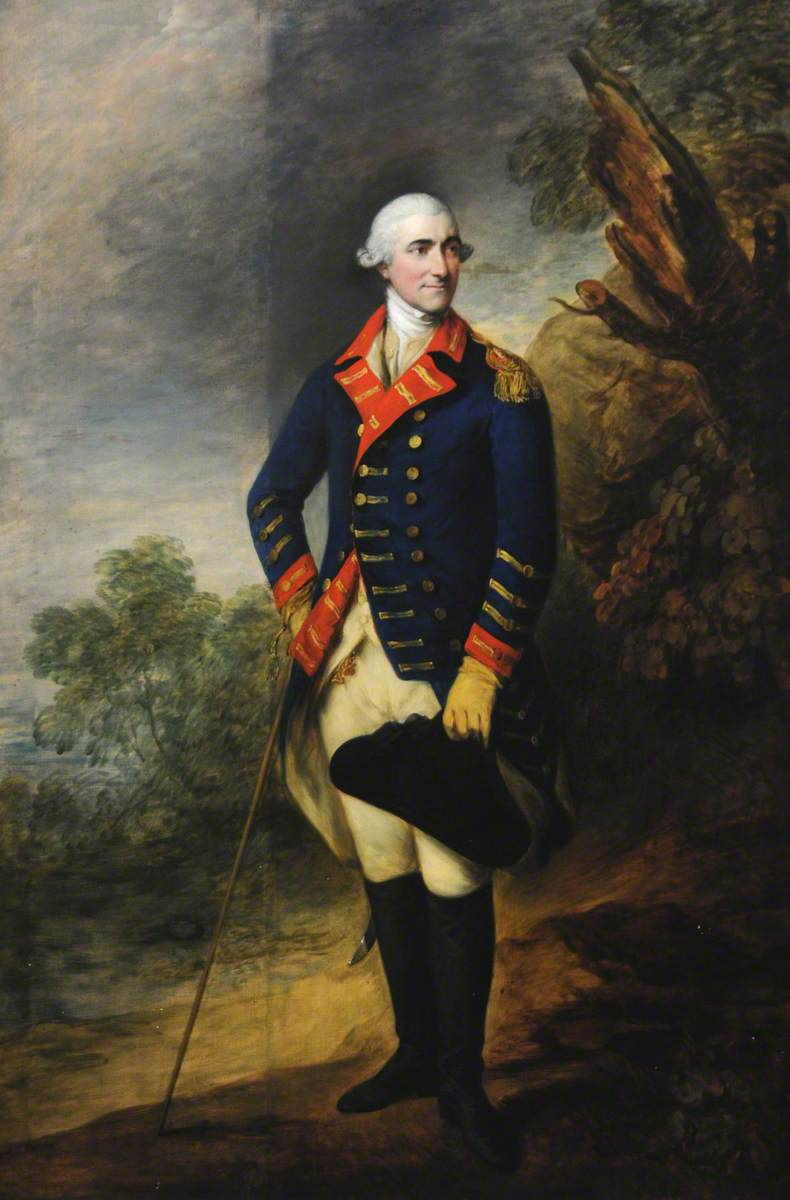
Maréchal Henry Seymour Conway (1721–1795)
Gouverneur de Jersey (1772–1795)
1780 par Thomas Gainsborough
Royal Court House, Jersey.

À la Réforme, un déluge de livres liturgiques imprimés à Genève ou aux Pays-Bas ont influencé le calvinisme qui avait triomphé à Jersey. C'est à cette époque que les vitraux ont été brisés, les statues et les croix abattues et les peintures murales effacées ou blanchies. Il s'agit d'une perte quasi-totale du patrimoine artistique de Jersey.
Ce n'est qu'à la deuxième moitié du XVIIe siècle que l'anglicanisme est établi à Jersey.
Sous le règne d'Élisabeth Ire d'Angleterre, le seigneur de Saint-Ouen, Hélier de Carteret, reçoit la seigneurie de Sercq sous condition qu'il colonise l'île inhabitée afin de protéger Sercq contre des bandes de pirates qui se servaient de l'île comme base d'opérations. C'est avec 40 familles de Saint-Ouen que Carteret a établi le petit État, demeuré féodal jusqu'en 2008.

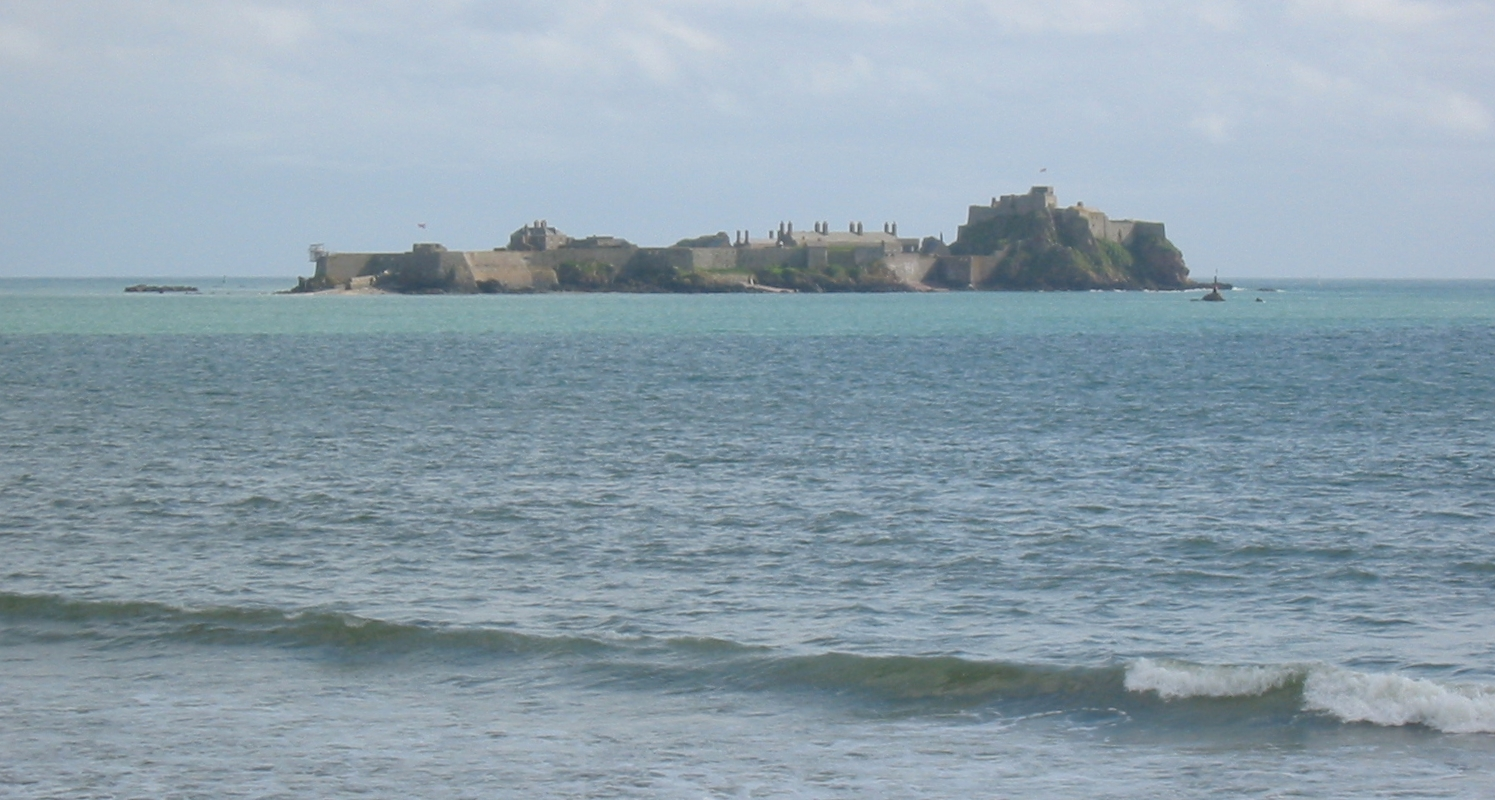
Le château Elizabeth garde la ville de Saint-Hélier depuis le début du XVIe siècle.

Nommé gouverneur de Jersey, Walter Raleigh (1554-1618) modernise les défenses fortifiées de l'île pour tenir compte de l'usage du canon. Il entreprend le remplacement du château Mont-Orgueil par une forteresse sur l'îlot appelé L'Islet occupé par l'ancienne abbaye de Saint-Hélier (désaffectée à la Réformation[pas clair]). Le nouveau château Elizabeth garde l'entrée du port de la ville.
C'est Raleigh qui sauve le vieux château que l'on proposait de démolir afin de l'utiliser comme carrière pour la construction des nouvelles fortifications. Il ordonne qu'on laisse « ce noble château ».
Lors des événements de la guerre civile d'Angleterre, Jersey accueille Charles, prince de Galles, héritier au trône. À la suite de l'exécution de son père, Charles Ier, le prince est proclamé roi sur la place du marché de Saint-Hélier le 17 février 1649. Jersey est donc le premier pays à reconnaître le nouveau roi. Après la restauration de la dynastie en 1660, le roi Charles II montre sa reconnaissance pour l'abri offert par Jersey en offrant la masse en argent que l'on voit aujourd'hui aux séances de la Cour Royale de Jersey et des États de Jersey. George de Carteret, bailli de Jersey, reçoit des terres en Amérique du Nord : c'est la fondation de l'État du New Jersey.
Après la révocation de l'édit de Nantes en 1685, arrivent nombre de huguenots.
En 1689, le droit de neutralité est supprimé par le Conseil Privé du Roi et de la Reine.
En 1736, la bibliothèque publique est fondée.
La bataille de Jersey, le 6 janvier 1781, fut la dernière tentative française de conquérir l'île. Après cette attaque, l'île anglo-normande fut protégée par la construction d'une trentaine de tours rondes.

### Révolution française
En 1789, des milliers de réfugiés viennent à Jersey pendant les perturbations de la Révolution française. Au château Mont-Orgueil, le Jersiais Philippe d'Auvergne, duc de Bouillon, organise un réseau d'espionnage contre les autorités révolutionnaires en Normandie et en Bretagne. De nombreux prêtres réfractaires viennent trouver refuge dans l'île.

En 1799 arrivent 6 000 soldats russes.

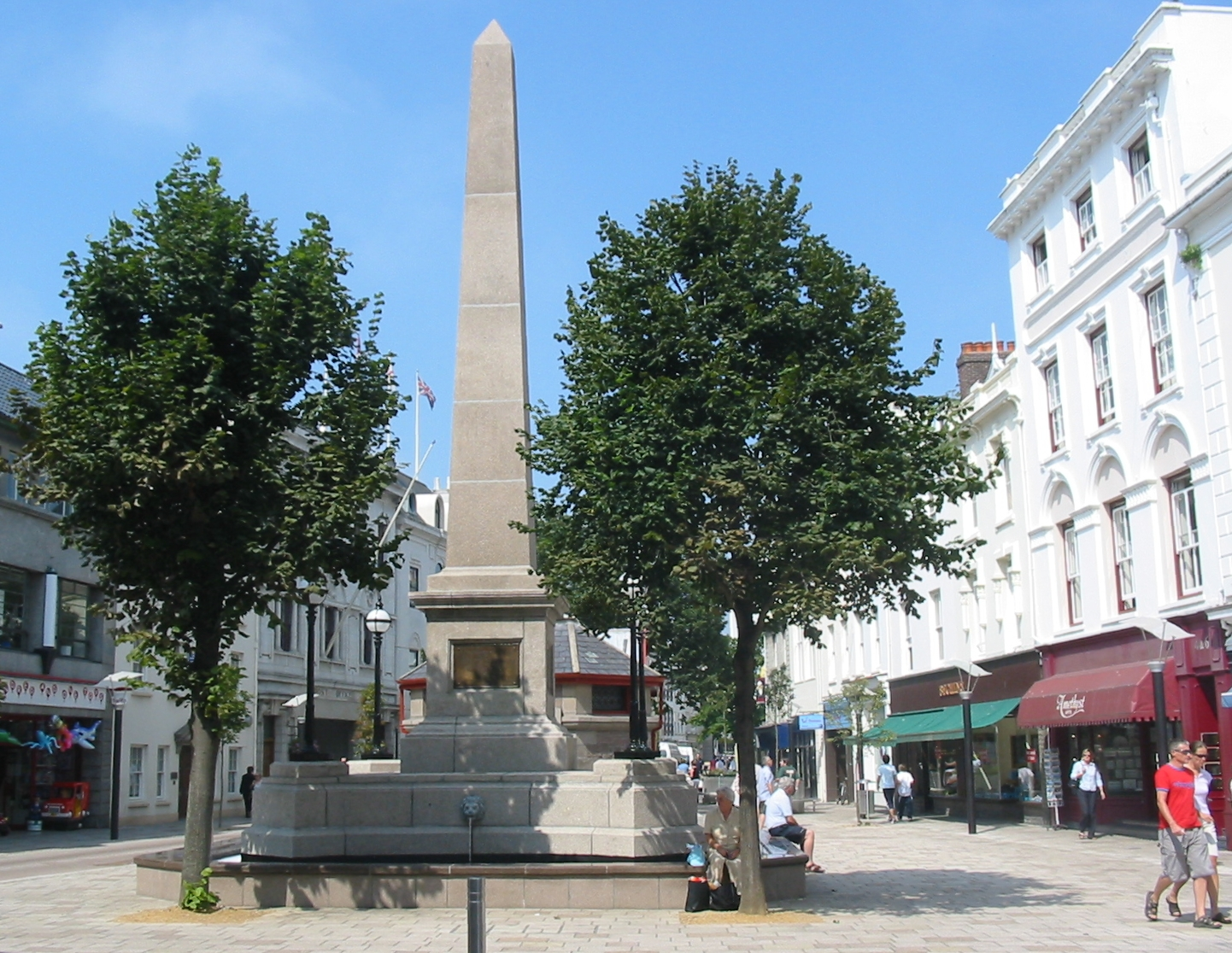
L'obélisque élevé dans la Grand' rue de la capitale en 1855 à la mémoire de Pierre Le Sueur, cinq fois élu Connétable de Saint-Hélier, rappelle ses réformes.

La construction de rues militaires (commencée en 1806) liant les fortifications littorales avec le port de Saint-Hélier a amélioré les communications entre les paroisses autrefois assez isolées. Les cultivateurs peuvent désormais transporter leurs primeurs aux marchés de Londres et de Paris.

### XXesiècle
Du 1er juillet 1940 au 9 mai 1945, l'île est occupée par les troupes allemandes de la Wehrmacht. Entre le 19 juin, date de reddition de Cherbourg, et la fin du mois plusieurs militaires et civils s'échappent de la France occupée en s'embarquant de Carteret pour Jersey afin de rejoindre l'Angleterre, parmi eux figure le futur amiral Thierry d'Argenlieu qui vient de s'évader. Fuyant l'arrivée des troupes, près de 8 000 habitants de l'île sont évacués vers l'Angleterre et 1 200 habitants de l'île sont déportés dans des camps de concentration en Allemagne et dans l'Europe nazie (principalement à Neuengamme), où vingt d'entre eux y ont laissé la vie.
Le « jour de la Libération » — soit le 9 mai, jour anniversaire de la capitulation allemande — est un jour férié, célébré chaque année avec faste. Les îles ont été le seul endroit appartenant à la Couronne occupé par les troupes allemandes pendant la Seconde Guerre mondiale.

## Démographie

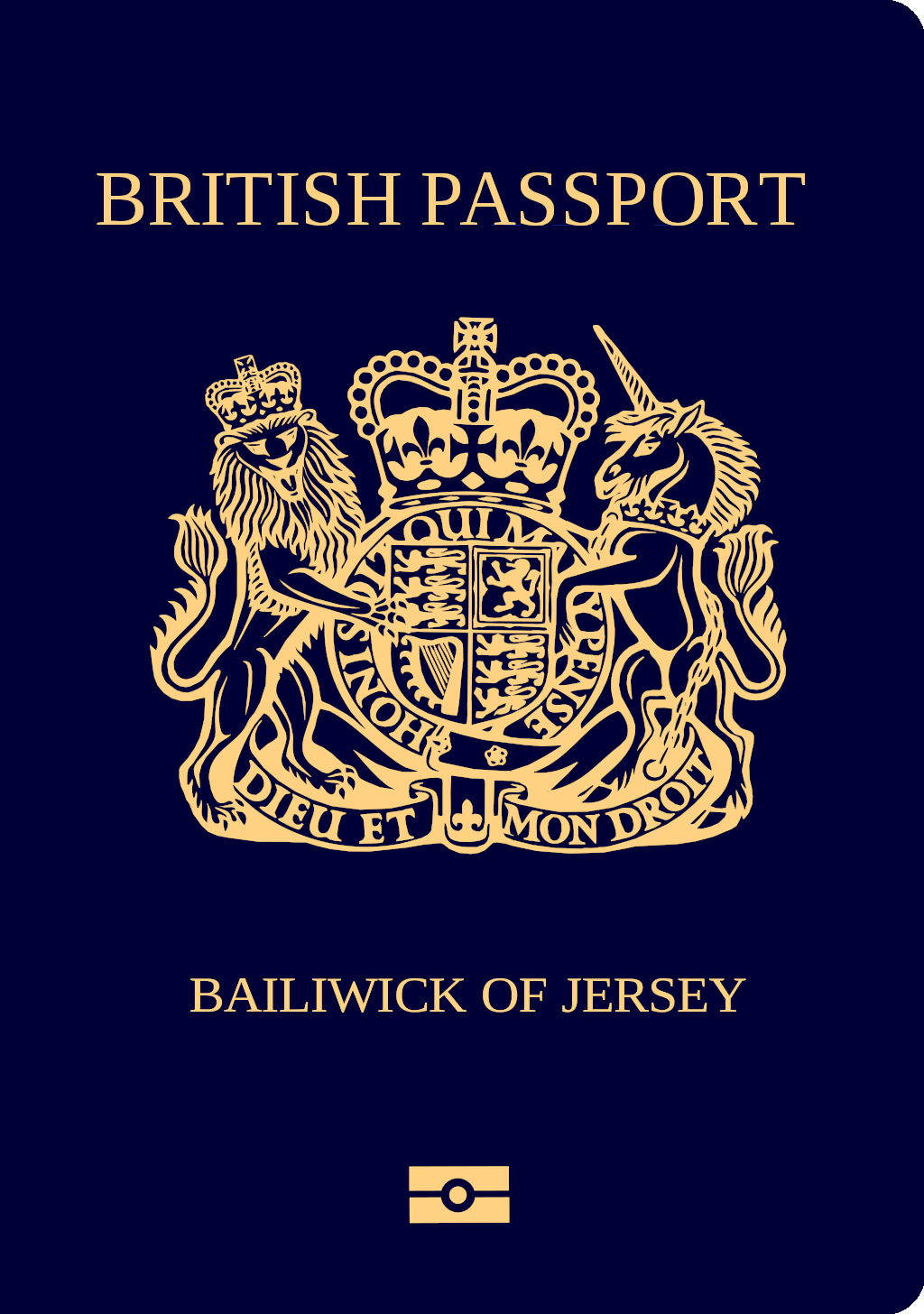
Passeport britannique attribué aux Jersiais.

Les États recensent la population de Jersey tous les 10 ans. En 2011, la population totale de l'île était à 97 857 personnes. Pourtant, des estimations plus récentes ont réévalué sa population à 103 267 (2021). La population est concentrée sur la côte sud de l'île. Sa densité s'élève à 898,28 / km2 en 2016. Presque un tiers de la population habite à Saint-Hélier.
Taux de croissance de la population (annuel 1991-2003) : 0,31 %
Taux de natalité : 11,5 ‰
Taux de mortalité : 8,6 ‰
Espérance de vie :
- hommes : 80,8
- femmes : 84,6

Nombre de ménages particuliers : 35 562
Origine ethnique ou culturelle (selon le recensement de 2001) :
- Jersiais : 44 589 (51,1 %)
- Britanniques : 30 317 (34,8 %)
- Portugais : 5 548 (6,4 %)
- Irlandais : 2 284 (2,6 %)
- Français : 1 522 (1,7 %)
- autres occidentaux : 1 980 (2,3 %)
- Africains : 255 (0,3 %)
- Chinois : 145 (0,2 %)
- autres asiatiques : 180
- divers et origines mixtes : 366

Langues (nombre de locuteurs de chaque langue en tant que langue principale ou secondaire, selon le recensement de 2001) :
- anglais : 85 792
- français : 15 114
- portugais : 7 305
- jersiais : 2 874
- autres langues : 4 880

### Nationalité

Le bandeau jersiais est un des symboles des Jersiais et montre leur loyauté à la Couronne. Il est hissé à côté de l'Union Jack sur l'île.

Les Jersiais sont des citoyens britanniques. Dans l'acte (loi) du Royaume-Uni sur la nationalité britannique de 1981, Jersey et les autres îles britanniques font partie du Royaume-Uni dans le cadre de la citoyenneté.

### Immigration
Constitutionnellement, Jersey peut limiter l'immigration au bailliage, mais on ne peut pas introduire des contrôles de frontière pour les arrivées provenant de Grande-Bretagne ou d'Irlande, parce qu'elle fait partie de la zone commune de voyage (CTA).
Pour limiter la croissance démographique, le Gouvernement gère un système d'enregistrement pour les habitants. Les natifs de Jersey et ceux qui y ont habité pour dix ans ont le statut Entitled. Les immigrés ont généralement le statut Registered : il leur faut un permis de travail et ils ne peuvent que louer certains foyers. L’immigration à grande échelle a été facilitée par l’introduction des navires à vapeur lors du XIXe siècle.
En 1840, près de 5 000 Anglais, principalement des officiers à la retraite et leurs familles, s'installent sur l'île.
Au lendemain de 1848, des réfugiés politiques polonais, russes, hongrois, italiens et français s'installent à Jersey. Après le coup d'État de 1851 par Louis Napoléon Bonaparte arrivent de nouveaux proscrits français. À la fin du XIXe siècle, de plus en plus de familles britanniques aisées, attirées par l’absence d’impôts sur le revenu, s’installent à Jersey et font de Saint-Hélier une ville à majorité anglophone.
Au XIXe siècle, le travail saisonnier dans l'agriculture dépend principalement des Bretons et des Normands continentaux. Quelques-uns pourront par la suite s'installer sur l'île et devenir propriétaires.
La croissance du tourisme attire ensuite majoritairement des Britanniques. Après 1945, les ouvriers agricoles sont recrutés principalement au Royaume-Uni - la forte demande en reconstruction en Normandie continentale et en Bretagne employant les anciens immigrants français.
Jusque dans les années 1960, la population reste relativement stable pendant des décennies : environ 60 000 personnes (hors les années d’occupation allemande). Depuis quelques décennies, la croissance économique entraîne une immigration et une augmentation de la population, soit 102 700 habitants en 2015.
À partir des années 1960 arrivent notamment des travailleurs portugais, principalement dans les secteurs saisonniers de l'agriculture et du tourisme.
L’immigration a contribué à donner à certains aspects de Jersey un caractère urbain distinct, en particulier dans et autour de la paroisse de Saint-Hélier, ce qui contribue beaucoup aux débats en cours entre développement et durabilité dans l’île.

## Politique
Elle est dirigée par un bailli, secondé par un parlement, les États de Jersey (51 membres élus). Les États comprennent actuellement le bailli, le Lieutenant Gouverneur, dix sénateurs, les connétables des douze paroisses, vingt-neuf députés, l’Avocat Général et le Procureur Général. Le bailli, nommé par la Couronne, est le président de l’Assemblée des États. Il est également président de la Cour Royale.
Le gouvernement autonome (le Gouvernement de Jersey; en anglais : Government of Jersey) s’occupe des affaires intérieures, des questions d’impôt, d’environnement (par exemple le voisinage de l’usine de retraitement de la Hague), de travail, de culture, de commerce et d’autres questions qui ne touchent pas aux prérogatives de la Couronne.

### Statut en droit international

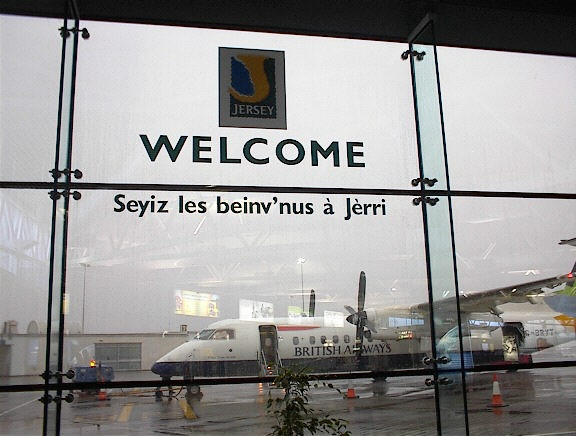
Signalisation bilingue en anglais et jersiais à l'aéroport de Jersey.

Le bailliage de Jersey est considéré par le Conseil de l'Europe (par le Bureau des Traités et ses services juridiques) comme un territoire dont le Royaume-Uni assure les relations internationales. Lorsque le Royaume-Uni est partie prenante d'un traité du Conseil de l'Europe, Jersey doit demander que le Royaume-Uni déclare explicitement que ledit traité s'applique à son territoire — sans quoi il ne s'y applique pas. Toutefois, selon la constitution, Jersey peut négocier des traités internationaux (finances, questions sociales, environnement…) sauf dans les domaines retenus par la Couronne (diplomatie et défense).
L'absence de personnalité juridique ne veut pas dire pour autant que le bailliage est assimilé au Royaume-Uni (dont l'État a été formé par l'Union des anciens royaumes d'Angleterre et d'Écosse et la principauté de Galles). Mais historiquement, le duché de Normandie n'a jamais formellement cessé d'exister en tant qu'état (devenu indépendant du royaume de France) alors même qu'il ne subsistait plus ensuite que sur ses dernières terres insulaires.
Bien qu'auparavant regroupé sous l'appellation « îles Britanniques » (« British Isles », à ne pas confondre avec « British Islands »), le bailliage a acquis une autonomie plus importante avec la création des États de Jersey, indépendants des États de Guernesey, au Moyen Âge.
La question se pose donc aujourd'hui sur la reconnaissance du bailliage de la Couronne en tant qu'État, même dépourvus de personnalité juridique au niveau international (ce qui semble ne plus être le cas depuis la reconnaissance du nouveau rôle et les changements de statut électifs pour les « États de Jersey » et la modernisation en cours de l'ancienne constitution médiévale).
Les États de Jersey sont représentés en tant que membre de l'Assemblée parlementaire de la francophonie avec ses représentants élus, les sénateurs Philip Bailhache et Philip Ozouf Jr.
Depuis 1999, Jersey participe au Conseil britannico-irlandais (qui comprend les gouvernements du Royaume-Uni, de la république d’Irlande, du pays de Galles, de l’Écosse, de l’Irlande du Nord, de Jersey, de Guernesey et de l’île de Man).
Le territoire de Jersey est au sein de la Zone commune de voyage et n'est pas dans l'espace Schengen, ni même dans l'Union européenne.

### Les États

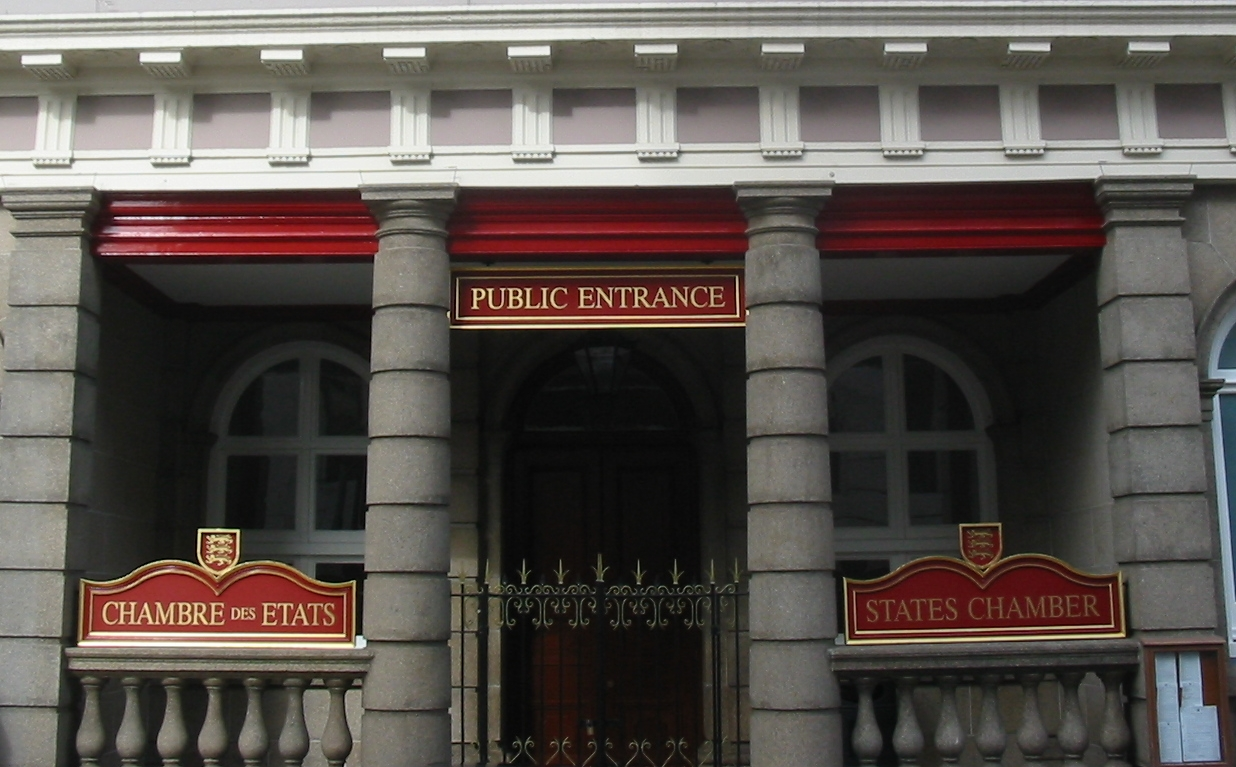
Entrée publique de la Chambre des États de Jersey à Saint-Hélier. Les États font partie de l'Assemblée parlementaire de la francophonie. Certains panneaux sont en français, et d'autres en anglais.

Les séances tenues par le bailli et les jurés justiciers selon les Constitutions du Roi Jean ont donné naissance à la Cour Royale de Jersey. Plus tard, les recteurs et les connétables ont été invités à prendre part aux délibérations. C'est l'origine des États de Jersey. Le titre d'États représentant les Trois États (le judiciaire, l'Église et le peuple) est apparu pour la première fois dans un acte daté du 27 octobre 1497, tandis que les archives des États datent de 1524.

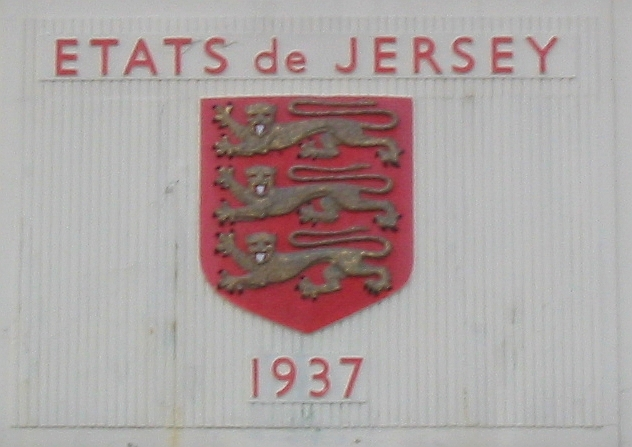
Armoiries des États de Jersey

À partir du milieu du XVIIe siècle, les États comprenaient le bailli, le Gouverneur, douze jurés, les recteurs et les connétables des douze paroisses, les représentants de la Couronne, le Vicomte et l'un des deux dénonciateurs. La Cour Royale a continué à émettre des ordonnances en collaboration avec les États jusqu'en 1171 date à laquelle une ordonnance du Conseil Privé a fait des États le seul et unique corps législatif de l'île.
Des changements ont été apportés à la constitution en 1856 et en 1907. Afin de mieux représenter la population croissante de Saint-Hélier par rapport aux électeurs de la campagne, l'élection de députés fut mise en place. Après l'occupation allemande (1940-1945), la lutte pour la démocratisation aboutit aux réformes de 1948 par l'éviction des jurés justiciers et des recteurs des États.
Actuellement, les jurés justiciers, exclus de la législature mais confirmés dans leur rôle judiciaire, sont élus par un collège électoral formé des Membres des États et de représentants des professions légales. C'est le poste élu le plus respecté et honoré auquel un citoyen peut aspirer.
Toutefois, l'Église établie (anglicane) est toujours représentée aux États par le doyen de Jersey, qui a droit à la parole mais ne peut pas prendre part au vote.
Une nouvelle représentation de membre appelé Sénateur a été introduite en 1948 (mandat de 9 ans réduit à 6 ans en 1966), et le nombre de députés a été augmenté.
Bien que le bailli n'ait aucun pouvoir politique, il a droit à la parole. Son vote est prépondérant. Il en fait usage afin de maintenir le statu quo permettant ainsi à l'Assemblée de renvoyer un débat à une date ultérieure.

Jersey est une dépendance de la Couronne britannique. Le monarque du Royaume-Uni est le chef d'état du bailliage, nommé « La Reine/le Roi en droit de Jersey » et communément « La Reine/Le Roi, le Duc de Normandie ». 

Drapeau du Lieutenant-Gouverneur de Jersey.

Le représentant du Monarque et son conseiller officiel est le Lieutenant-Gouverneur. Le titulaire est Sir Stephen Dalton. Le lieutenant-gouverneur assiste aux débats sans toutefois y jamais prendre part. Le Procureur Général et l'Avocat Général sont les officiers de la Couronne et sont eux aussi nommés par le Monarque. Ils peuvent participer aux débats mais n'ont pas le droit de vote. Lors de débats, on fait appel à eux pour clarifier certains points de loi.
Depuis le 5 décembre 2005, le chef du gouvernement est le Premier ministre (Sénateur Frank Walker élu le 5 décembre 2005 ; suivi du Sénateur Terry Le Sueur élu le 8 décembre 2008) qui préside le cabinet des ministres qui a remplacé l'ancien système de comités.

### Le Conseil des ministres
Créé en 2005, le Conseil des ministres exerce le pouvoir exécutif. il est dirigé par un ministre en chef élu par les États.
- Ministre en chef
- Ministre des Finances et des Biens publics
- Ministre du Développement économique
- Ministre de l'Éducation, des Sports et de la Culture
- Ministre de la Santé et des Affaires sociales
- Ministre de l'Intérieur
- Ministre du Logement
- Ministre de l'Environnement et de l'Aménagement du territoire
- Ministre de la Sécurité sociale
- Ministre des Transports et des Travaux publics

### Commissions
- Commission d'examen des Affaires économiques
- Commission d'examen des Affaires sociales
- Commission d'examen de l'Environnement
- Commission d'examen des Services en commun
- Commission des Privilèges et des Procédures
- Commission des Comptes publics

### Système féodal

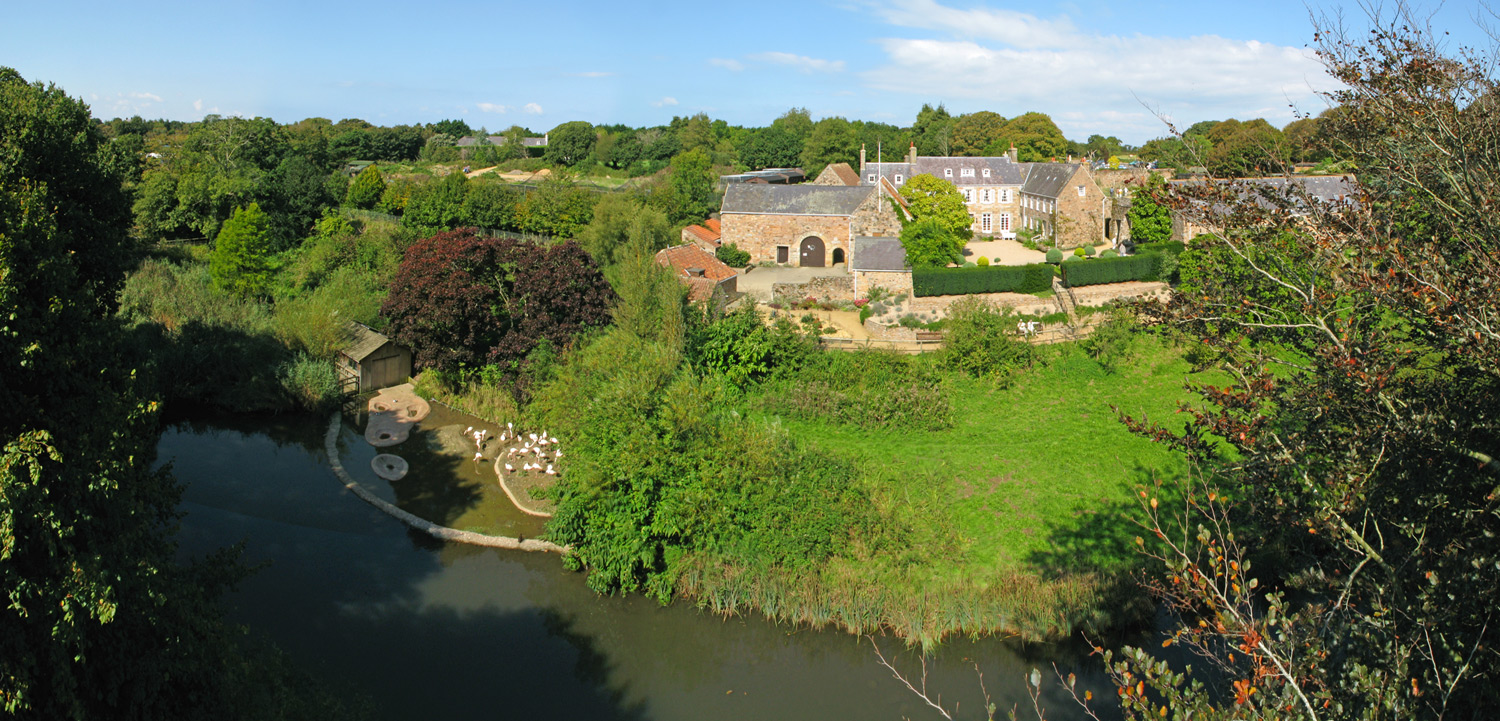
Manoir seigneurial des Augrès, devenu le zoo de Jersey.

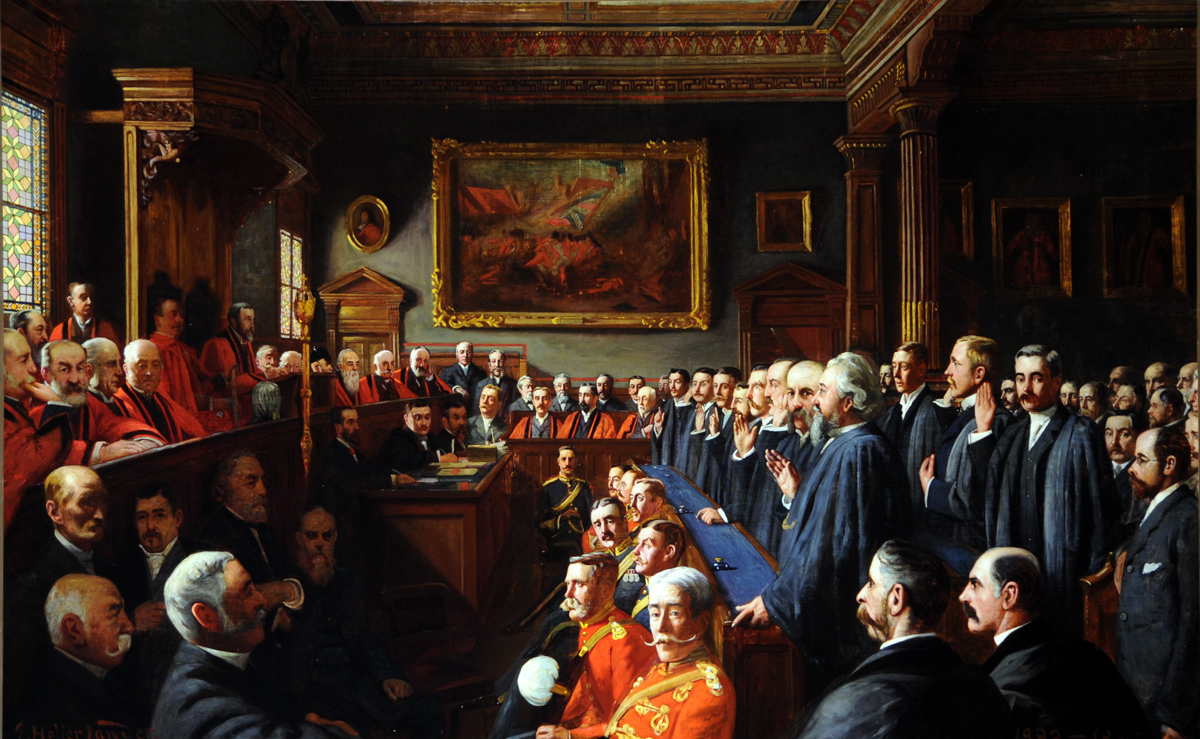
Séance solennelle des Assises d'Héritage à Jersey (John Saint-Hélier Lander).

Sans aucun pouvoir politique ni judiciaire depuis[Depuis quand ?] plusieurs décennies, le système féodal de Jersey s'est maintenu jusqu'à nos jours. Il existe en effet plus d'une centaine de fiefs, à la tête desquels se trouve un « seigneur », ou une « dame ». La Couronne britannique en la personne du duc de Normandie, le roi Charles III, possède quelques-uns de ces fiefs, ayant appartenu à des abbayes ou à des prieurés bas-normands, avant le XVIe siècle. Il existe ensuite cinq principaux fiefs que sont le fief de Saint-Ouen, le fief de Rosel, le fief de Samarès, le fief de la Trinité et celui des Mélêches, qui d'ancienneté ont le droit de voter dans les assemblées paroissiales. Ils appartiennent à de très anciens lignages locaux ayant donné de nombreux officiers, baillis, jurés-justiciers. Ces quelques familles concentrent à la suite de mariages endogames plusieurs petits fiefs ruraux, issus des partages effectués au cours de l'histoire, selon les préceptes du droit coutumier normand, toujours en vigueur.
Le perquage est un terme utilisé à Jersey pour désigner les chemins sanctuarisés reliant chacune des églises de l'île Anglo-Normande à la côte. Ces chemins avaient une perche (perque en normand) de large d'où leur nom. Le perquage permettait à tout criminel de quitter l'île définitivement sans être inquiété par le pouvoir judiciaire.
Les Assises d'Héritage sont les séances solennelles tenues deux fois par an à Jersey et réunissant les seigneurs et connétables des États de Jersey depuis le Moyen Âge.
Comme en Angleterre et selon un système multiséculaire, les fiefs peuvent être vendus par les seigneurs à d'autres particuliers. Chaque seigneur est tenu, selon la coutume, de prêter « foi et hommage » au duc ou à son représentant. Cet hommage est parfois mis en scène lors des visites d'État du Monarque, dans les Îles anglo-normandes. La dernière visite du « duc » eut lieu dans le Howard Park le 13 juillet 2001. Une stèle y fut inaugurée pour en rappeler le souvenir.
Contrairement au seigneur de Sercq, les seigneurs jersiais n'ont conservé que les seuls droits féodaux, mais ont perdu tous leurs droits proprement seigneuriaux depuis le XIXe siècle. Les seigneurs jouèrent un rôle social jusque dans la première moitié du XXe siècle. Toutefois, depuis 1986, un litige oppose le seigneur de la Fosse (à Saint-Hélier) à la Couronne et aux États, sur l'utilisation du front de mer dont il est, aux yeux du droit, le seigneur foncier, au même titre que les landes, marais et cours d'eau. Cette affaire, qui était encore en cours en 2008, porte essentiellement sur le caractère de « terre ferme » ou non des estrans.
Devenus propriétaires de plusieurs seigneuries (en anglais : manors), un certain nombre d'habitations seigneuriales ont été reconverties, tel le manoir des Augrès en zoo (devenu hôtel de luxe), ou tout simplement vendues, ce que permet le droit coutumier. Certains seigneurs ont entretenu le domaine riche en essences botaniques rares, et l'ouvrent à la visite, comme le manoir de Samarès à Saint-Clément.
Une situation similaire existe à Guernesey.
Nota : le titre de comte de l'Île de Jersey ne correspond à aucun fief jersiais. Bien que le 10e comte de Jersey, lord Villiers, réside au Manoir Radier, à Grouville (Jersey), son titre relève de la pairie anglaise. Le comte de Jersey siège à la Chambre des lords.

### Justice
L'exercice de la justice, pour le droit civil comme pour le droit criminel, appartient à la Cour Royale qui se compose du bailli, du député bailli et des douze jurés justiciers. Il appartient au bailli de juger des questions de droit, de se prononcer sur d'éventuels dépens et d'en déterminer le montant.
Aux Assises, un jury de douze personnes rend un verdict à l'unanimité ou à la majorité. Il y a une Cour d'Appel. Les juges du Tribunal d'Instance jugent les affaires civiles de simple police à la Cour pour le Recouvrement des Menues Dettes, tandis que les délits mineurs sont jugés au Tribunal de Magistrat. Les juges du Tribunal d'Instance exercent aussi les fonctions de juges d'instruction dans les affaires criminelles.

### Administration municipale

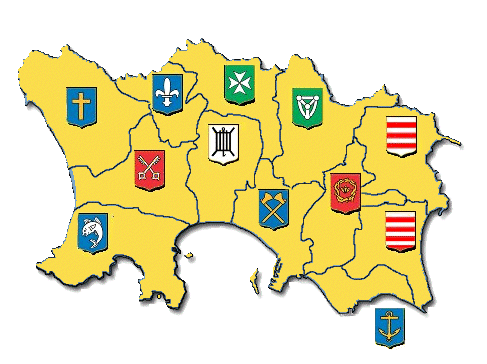
Blasons des paroisses de Jersey.

#### Les paroisses

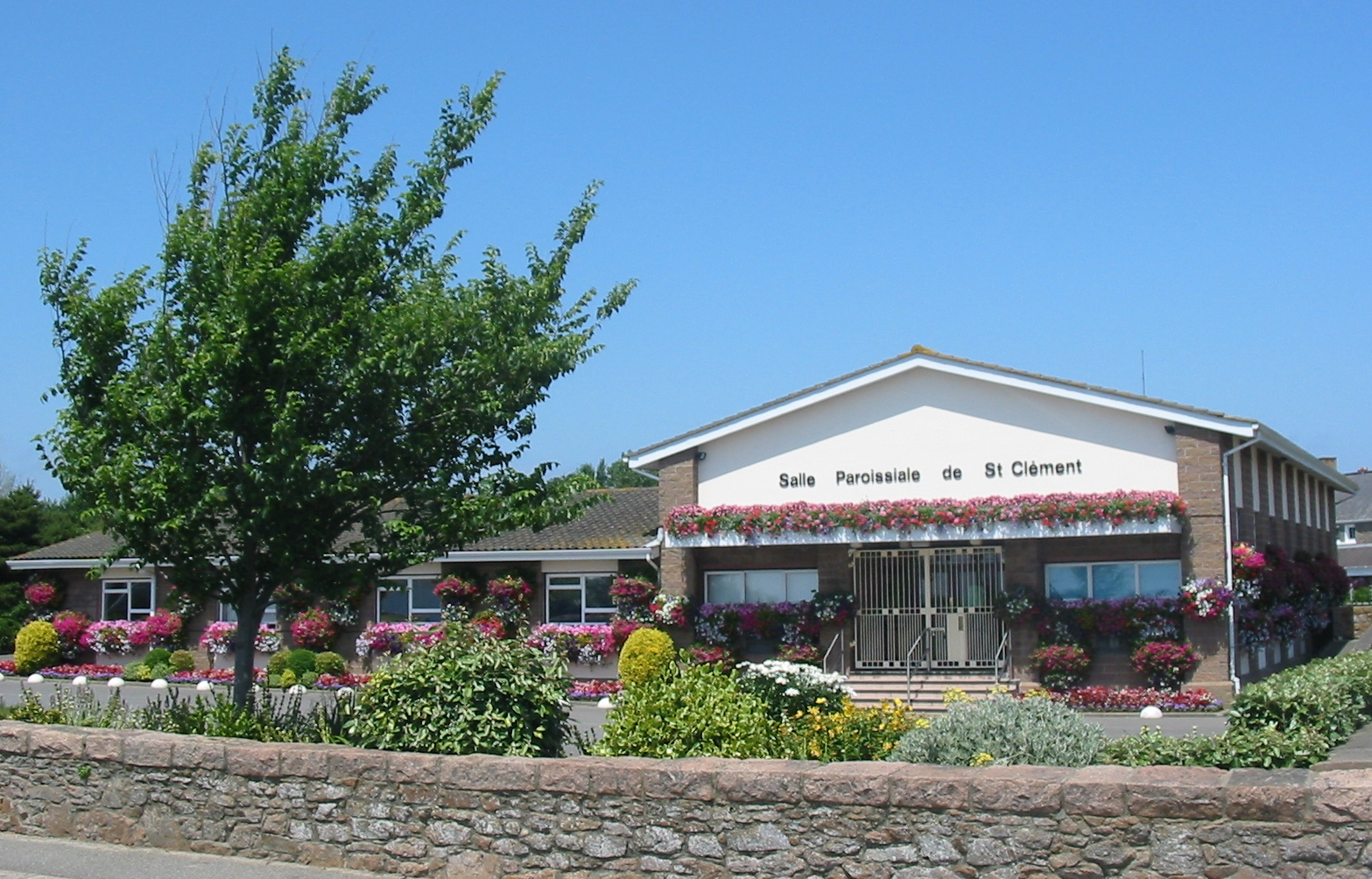
La Salle Paroissiale de Saint-Clément, la plus moderne de Jersey. Dans chaque paroisse (sauf Saint-Martin qui possède une salle publique), la Salle Paroissiale est le siège de l'administration municipale.

Jersey est divisé en douze municipalités anciennes appelées « paroisses » ayant tous un accès à la mer. Ci-dessous une liste des paroisses et ses populations.
| Paroisse (en Jersiais)        | Population | Superficie en km2(rang) | Densité (/km2) | Notes                                  |
| ----------------------------- | ---------- | ----------------------- | -------------- | -------------------------------------- |
| Saint-Hélier (St Hélyi)       | 33 522     | 10,6 (5)                | 3 200          | La capitale de l'île                   |
| Grouville (Grouville)         | 4 866      | 7,8 (10)                | 620            | Anciennement Saint-Martin de Grouville |
| Saint-Brélade (St Brélade)    | 10 568     | 12,8 (2)                | 830            |                                        |
| Saint-Clément (St Cliément)   | 9 221      | 4,2 (12)                | 2 200          |                                        |
| Saint-Jean (St Jean)          | 2 911      | 8,7 (9)                 | 330            |                                        |
| Saint-Laurent (St Louothains) | 5 418      | 9,5 (7)                 | 570            |                                        |
| Saint-Martin (St Martîn)      | 3 763      | 10,3 (6)                | 370            | Anciennement Saint-Martin le Vieux     |
| Saint-Marie (Ste Mathie)      | 1 752      | 6,5 (11)                | 270            |                                        |
| Saint-Ouen (St Ouën)          | 4 097      | 15 (1)                  | 270            |                                        |
| Saint-Pierre (St Pièrre)      | 5 003      | 11,6 (4)                | 430            |                                        |
| Saint-Sauveur (St Saûveux)    | 13 580     | 9,3 (8)                 | 1 500          |                                        |
| La Trinité (La Trinneté)      | 3 156      | 12,3 (3)                | 260            |                                        |

#### Le pouvoir administratif
À la tête de chaque paroisse se trouve un connétable (équivalent du maire), qui est le chef de l'administration municipale et le représentant de sa paroisse aux États.
Le pouvoir administratif de la paroisse appartient à l'Assemblée des Principaux et des Électeurs, qui comprend des contribuables possédant une propriété dont la valeur dépasse un certain seuil défini par des parts et des personnes inscrites à la liste électorale[pas clair]. Cette assemblée est présidée par le Connétable pour ce qui est des affaires civiles et par le Recteur lorsqu'il s'agit de questions ecclésiastiques.

Le connétable est chargé d'inspecter, deux fois par an, lors de la visite du branchage, la taille des haies le long des voies de circulation.

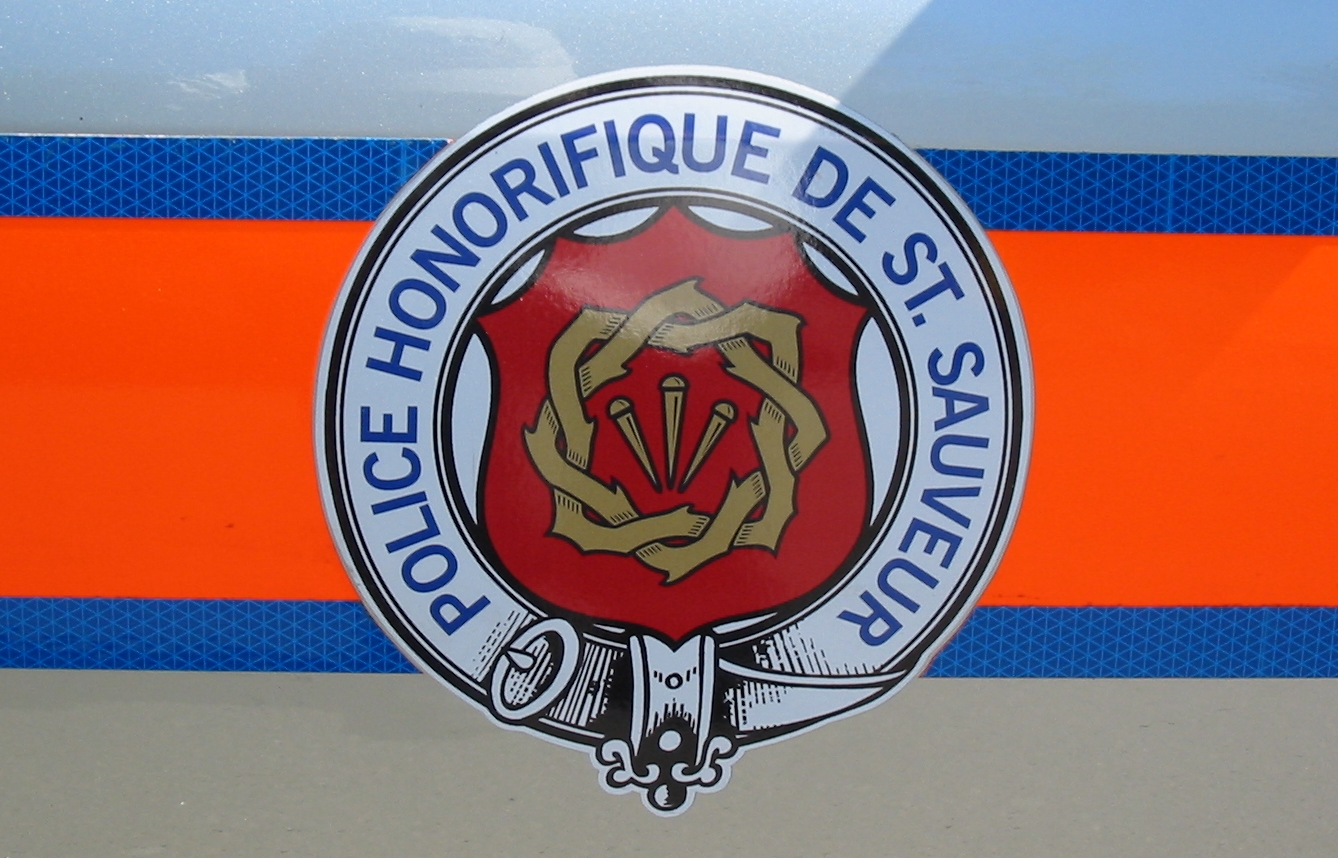
Police honorifique de Jersey.

Le connétable de chaque paroisse doit assurer une police honorifique composée de centeniers, de vingteniers et d'officiers du connétable. Jusqu'à 1951, il n'y avait une police en uniforme pour l'île entière, mais en 1951 la States of Jersey Police a été établie sur le modèle de sa consœur du Royaume-Uni. Les policiers honorifiques sont élues par les électeurs de la paroisse pour trois ans. Ils sont bénévoles et la plupart d'entre eux ne portent pas d'uniforme. Ils sont mandatés pour procéder à des arrestations, à des fouilles et peuvent mener des enquêtes au sein de leur paroisse.

## Société

### Éducation
Le système scolaire jersiais se conforme au système anglais. Les écoles et collèges dans le bailliage sont administrés par le département des enfants, jeunes et compétences (CYPES) du Gouvernement de Jersey. Il y a plusieurs écoles payantes dont quelques-unes sont gérées par le gouvernement.
Les jeunes doivent assister à une école de l'âge de cinq ans jusqu'au fin de l'année scolaire pendant laquelle ils fêtent leurs 16 ans (quand ils passent les examens GCSE). Après, la majorité assiste à un collège Sixth Form (où ils peuvent passer les A-level) et ensuite à une université (normalement au Royaume-Uni).

## Culture

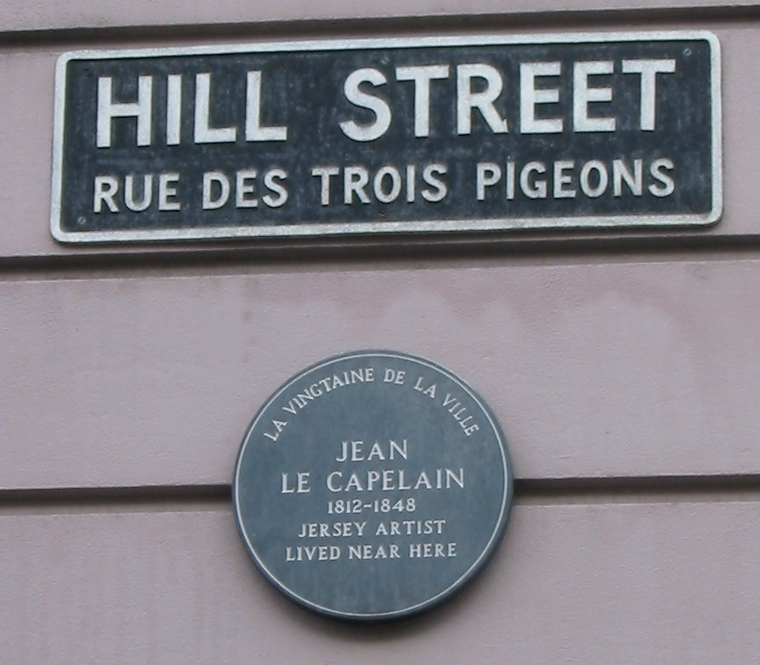
Plaque de rue à Saint-Hélier : en français, et en anglais. Il manque le nom en jersiais : rue ès Trais Pigeons. Et la plaque en l'honneur de l'artiste Jean Le Capelain, à moitié en anglais et en français.

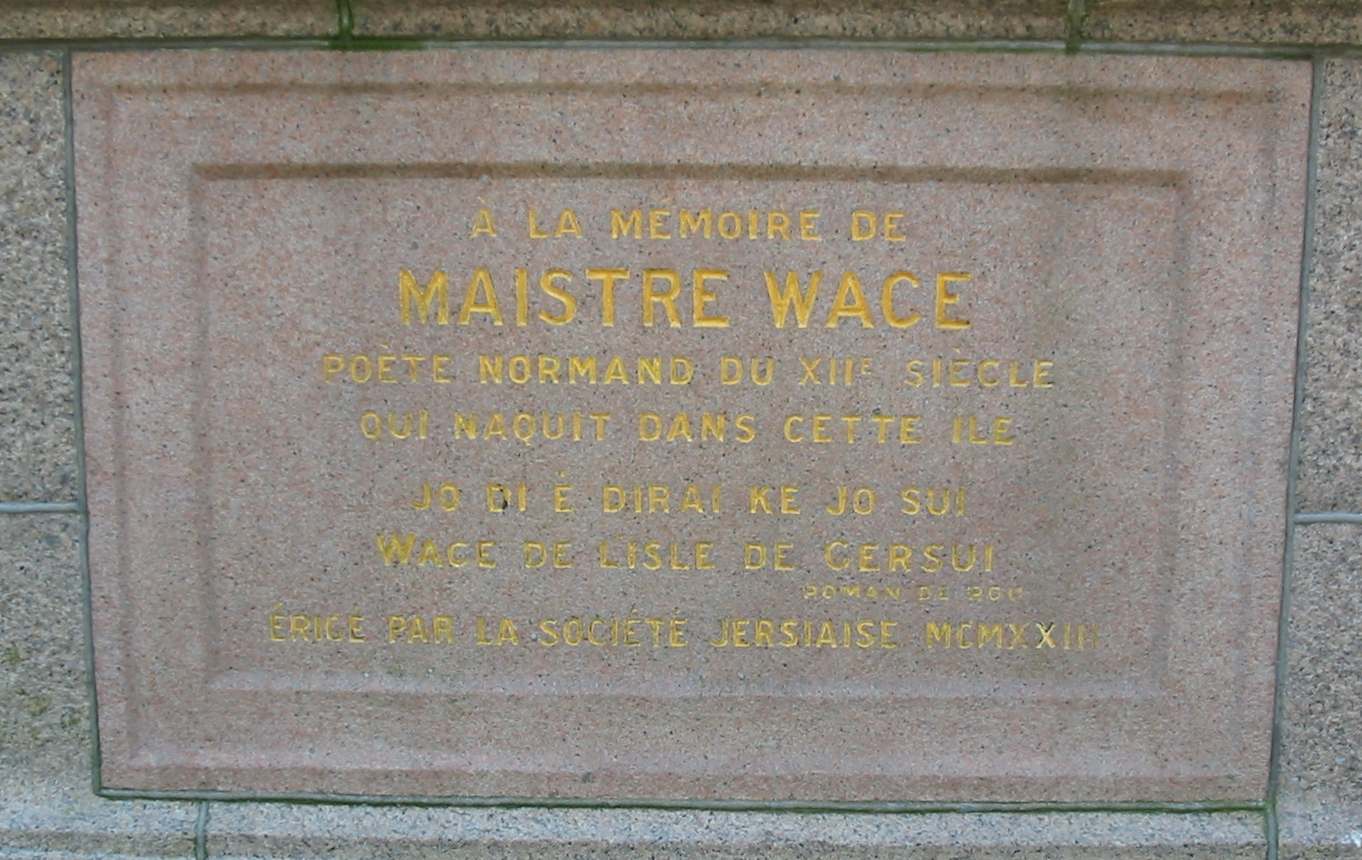
Monument de Wace à Saint-Hélier.

Jusqu'au XIXe siècle, l'île était une nation trilingue. La langue du quotidien était le jèrriais, connu aussi comme étant le jersiais, une variété de normand ; la langue des affaires officielles et juridiques était le français et la langue militaire et marchande était l'anglais.
John Everett Millais (1829-1896), peintre, président de l'Académie Royale britannique, était jersiais.
Autres peintres originaires de Jersey : Jean Le Capelain (1812-1848), Philip John Ouless (1817-1885), Walter William Ouless (académicien, 1848-1933), John Saint-Hélier Lander (1869-1944), Edmond Blampied (1886-1966).
John Wesley, fondateur du méthodisme, s'est rendu à Jersey en 1787 pour encourager les premières congrégations méthodistes. Pendant le XIXe siècle, le méthodisme a eu une forte influence à Jersey, surtout à la campagne. On voit encore de nombreuses chapelles et l'influence des Wesleyens existe toujours dans la politique sociale de Jersey. On y voit la survivance du mouvement religieux qui avait adopté le calvinisme à la Réforme.
L'île a inspiré Claude Debussy. Sa pièce pour piano l'Isle joyeuse en est une représentation musicale.
Claude Cahun s'est installée à Jersey et y a passé les seize dernières années de sa vie. Elle y vivait avec Suzanne Malherbe et ont collaboré à des œuvres communes surréalistes. Elles ont mené une activité de résistance pendant la Seconde Guerre Mondiale.
Série tournée à Jersey : Bergerac (1981 à 1991), avec  John Nettles.
Film tourné à Jersey : Louise-Michel de Benoît Delépine et Gustave Kervern (2008)

### Littérature
Wace est considéré comme fondateur de la littérature jersiaise au XIIe siècle.
La première poésie en langue jersiaise imprimée et datée (1795) est au nom de Matthew Le Geyt (1777-1849). La Fille Malade de Robert Pipon Marett (Laelius), poète et bailli de Jersey (1820-1884) fut citée par François-Victor Hugo dans son livre La Normandie inconnue. Autres noms de la littérature jersiaise au XIXe siècle : Henri-Luce Manuel (L., ), Esther Le Hardy (Nenné Caton), Philippe Langlois (St.-Luorenchais), Augustus Asplet Le Gros (A.A.L.G., 1840-1877), Philippe Asplet (L'Anmîn Flip), Philippe Le Sueur Mourant (Bram Bilo, 1848-1918).
Au XXe siècle : E. J. Luce (Elie, 1881-1918), George W. de Carteret (Le Caouain, 1869-1940), Edward Le Brocq (Ph'lip, 1877-1964), George F. Le Feuvre (George d'la Forge, 1891-1984).

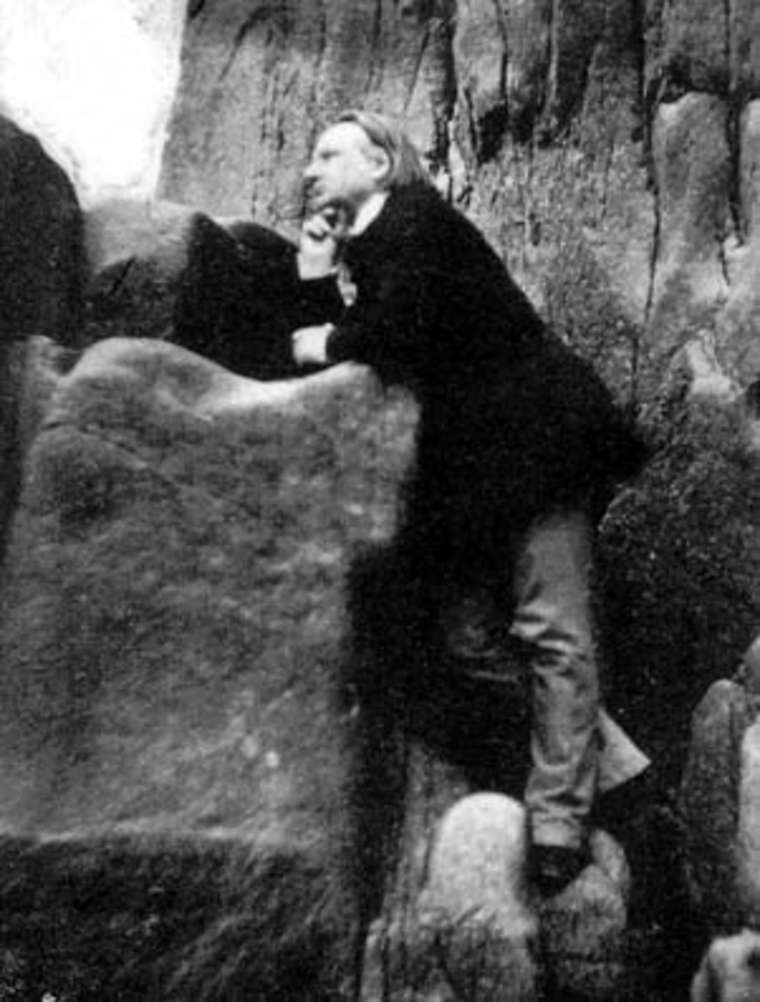
Victor Hugo en exil à Jersey, 1852.

- Littérature jersiaise (en)

#### Victor Hugo
Après le coup d'état de Louis-Napoléon Bonaparte, futur Napoléon III, Victor Hugo est contraint à l'exil. Réfugié à Bruxelles, il doit la quitter après la publication du pamphlet Napoléon le Petit. Il décide alors de partir pour Jersey où il vivra de 1852 à 1855. Il habite Marine-Terrace, à la Grève d'Azette, dans le quartier de St Clément, jusqu'en 1855 où, expulsé par les autorités de Jersey, il part pour Guernesey.
C'est sur cette île qu'il écrit Les Châtiments, 98 poèmes sur sa colère et son indignation face au régime de Napoléon III.

### Langues

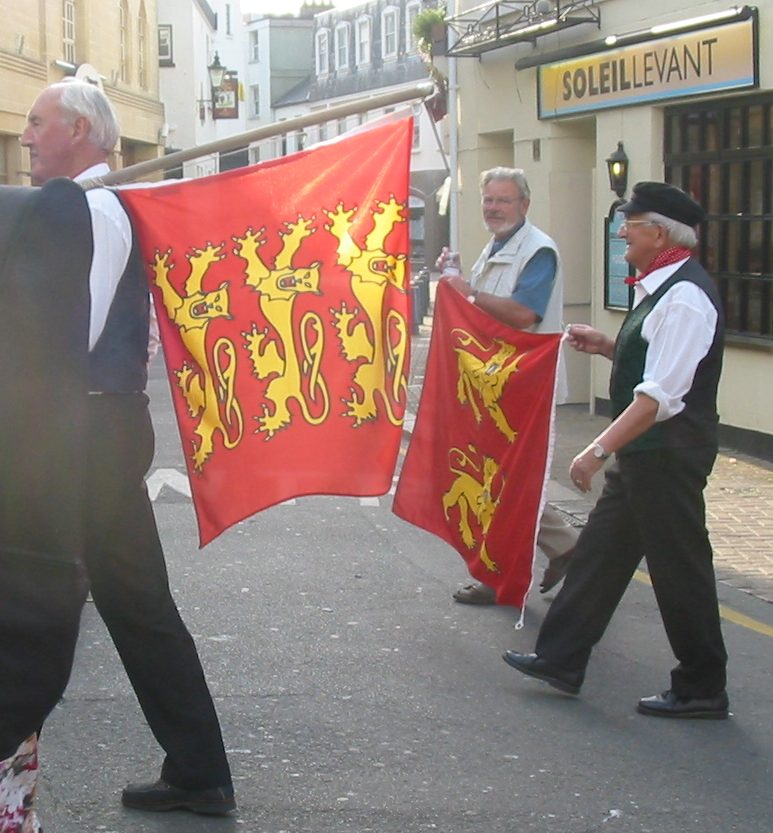
Étendards normands dans la rue ès Français à Saint-Hélier.

Trois langues sont parlées à Jersey : l'anglais, le français et le jersiais.
Jersey possède trois langues officielles, l'anglais et le français et une langue vernaculaire normande, le jersiais, un dialecte de la langue normande. 
- L'anglais est la langue maternelle d'environ 85 % des habitants de Jersey. Elle est la langue maternelle ou seconde de près de 95 % de la population soit 85 000 locuteurs.
- Le français est la langue maternelle d'environ 15 % des habitants de Jersey. Elle est la langue maternelle ou seconde d'environ 25 % de la population, soit près de 20 000 locuteurs. Sa variante administrative locale est le français de Jersey.
- Le jersiais est la langue maternelle d'environ 3 % de la population soit 2 700 locuteurs (ils étaient 5 700 en 1989). Le jersiais est compris par environ 10 000 personnes soit près de 12 % de la population. La langue insulaire n'a été reconnue comme langue officielle par le gouvernement de l'île que le 12 février 2019. Avant cette date, seuls l'anglais et le français étaient langues officielles sur l'île[40].

#### Anglais
Aux XIXe et XXe siècles, malgré une immigration française existante, une colonisation britannique importante a fait de l'anglais, de loin, la langue la plus parlée de l'île, reléguant le jersiais et le français au statut de langue minoritaire. L'anglais est devenu depuis le début du XXe siècle une langue officielle.

#### Français

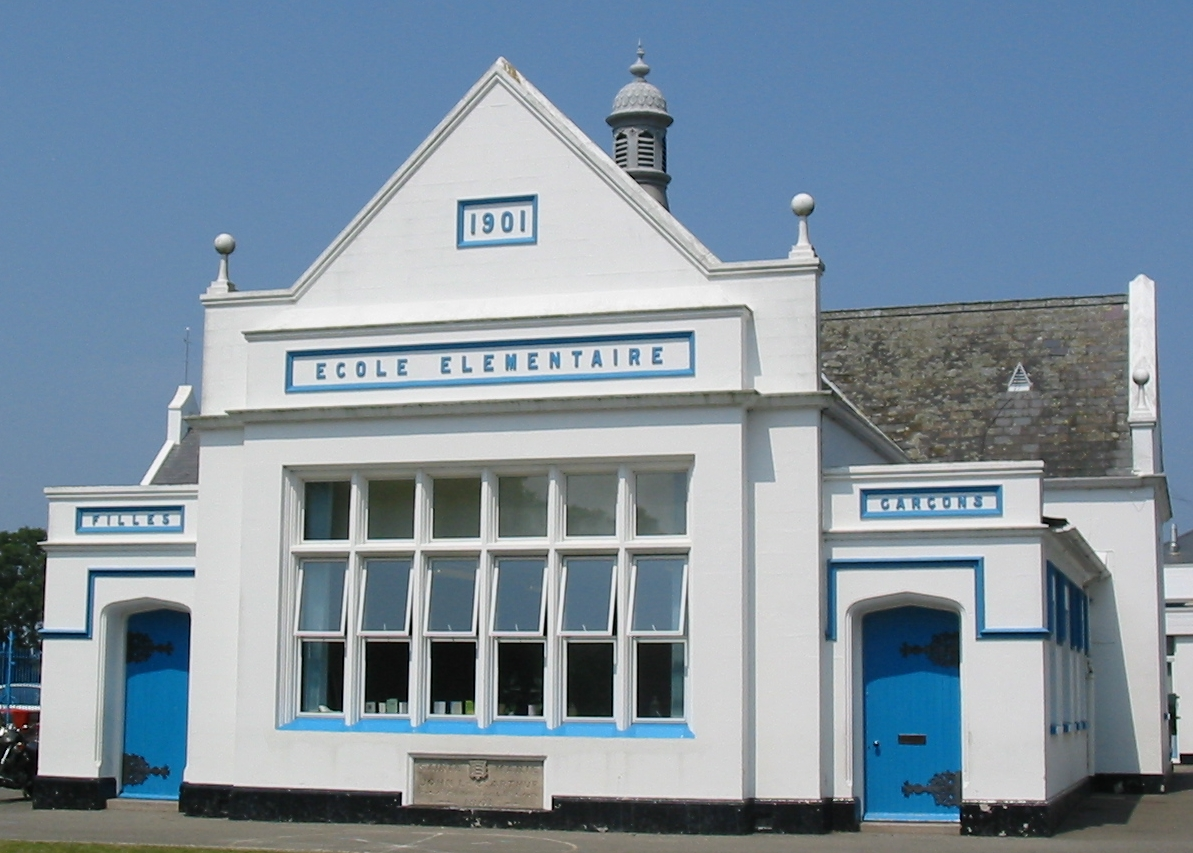
École élémentaire à Jersey, avec indications en français.

Dans les écoles, le français est enseigné comme langue seconde dans tous les établissements d'enseignement. À Jersey, depuis 1991, un cours de langue française intitulé « Salut Jersey » est enseigné dans toutes les écoles primaires à partir de huit ans. L'étude du français se poursuit au lycée à raison de 10 % de l'horaire scolaire. À l'âge de 16 ans, la plupart des élèves passent et réussissent le « certificat général de l'Éducation secondaire » en français ; quelque 16 % des élèves suivent un cours plus approfondi jusqu'à 18 ans en français.
Beaucoup plus influente par le passé, la langue française déclina à la suite de l'immigration massive d'anglophones sur l'île à partir du XIXe siècle. Toutefois, en raison de la proximité des côtes françaises, de l'histoire de l'île et des nombreux touristes français la visitant, le français à Jersey s'utilise toujours fréquemment, notamment dans la documentation administrative et légale et lors des cérémonies officielles (français de Jersey). Enfin, Jersey fait partie de l'Assemblée parlementaire de la francophonie.

#### Jersiais
Le jersiais, encore couramment utilisé par une petite minorité de la population, est un dialecte normand. Les États de Jersey ont relancé son apprentissage à l'école. Jersey accueille régulièrement la Fête des Rouaisouns. Ainsi, depuis quelques années, il est possible d'enseigner, sur une base facultative, le jersiais dans les écoles primaires de l'île, même dans les écoles secondaires (quelque 200 enfants apprennent le jersiais en plus du français).
Exemple de phrase jersiaise :
Tch'est qu'ch'est l'jèrriais ? Ch'est la vielle langue d'Jèrri (Traduction : Qu'est-ce que le jersiais ? C'est la langue ancestrale de Jersey.)

#### Bilinguisme
À la campagne, les noms de rue sont le plus souvent en français ou en jersiais. À Saint-Hélier, beaucoup de rues portent deux noms, l'un anglais, l'autre français ou jersiais, mais rares sont les traductions exactes.
L'imprimerie est arrivée à Jersey pour la première fois en 1784 — l'administration autonome de l'île n'avait exigé que douze copies manuscrites de chaque loi ou ordonnance, dont l'une pour chaque paroisse. Un mensuel, Le Magasin de l'île de Jersey, première publication éditée à Jersey, est critique envers les autorités et est fermé après quelques mois.
La Gazette de Jersey, premier hebdomadaire de Jersey, paraît pour la première fois en 1786. La Chronique de Jersey est fondée en 1814 et La Nouvelle Chronique de Jersey la concurrence à partir de 1855. Ces deux titres ont fusionné en 1917 sous le nom de Chroniques de Jersey. C'est Le Constitutionnel qui représente l'opinion conservatrice jersiaise francophone du milieu du XIXe siècle, à partir de 1820.
Le premier journal en langue anglaise à Jersey, le British Press paraît en 1822.
La langue anglaise est permise dans les débats parlementaires des États de Jersey depuis 1900. Puis, l'anglais devient prédominant au cours du XXe siècle.
Le dernier journal édité en français à Jersey, Les Chroniques de Jersey, ferme à la fin de 1959. Hormis quelques gazettes paroissiales qui éditent de temps en temps des articles en jersiais, depuis 2016, un supplément trimestriel en français, Le Rocher, est publié dans le Jersey Evening Post.

### Trilinguisme
Depuis 2010, tous les billets de banque de Jersey sont édités dans les trois langues officielles de l'île de Jersey, l'anglais au recto et le français et le jersiais au verso.

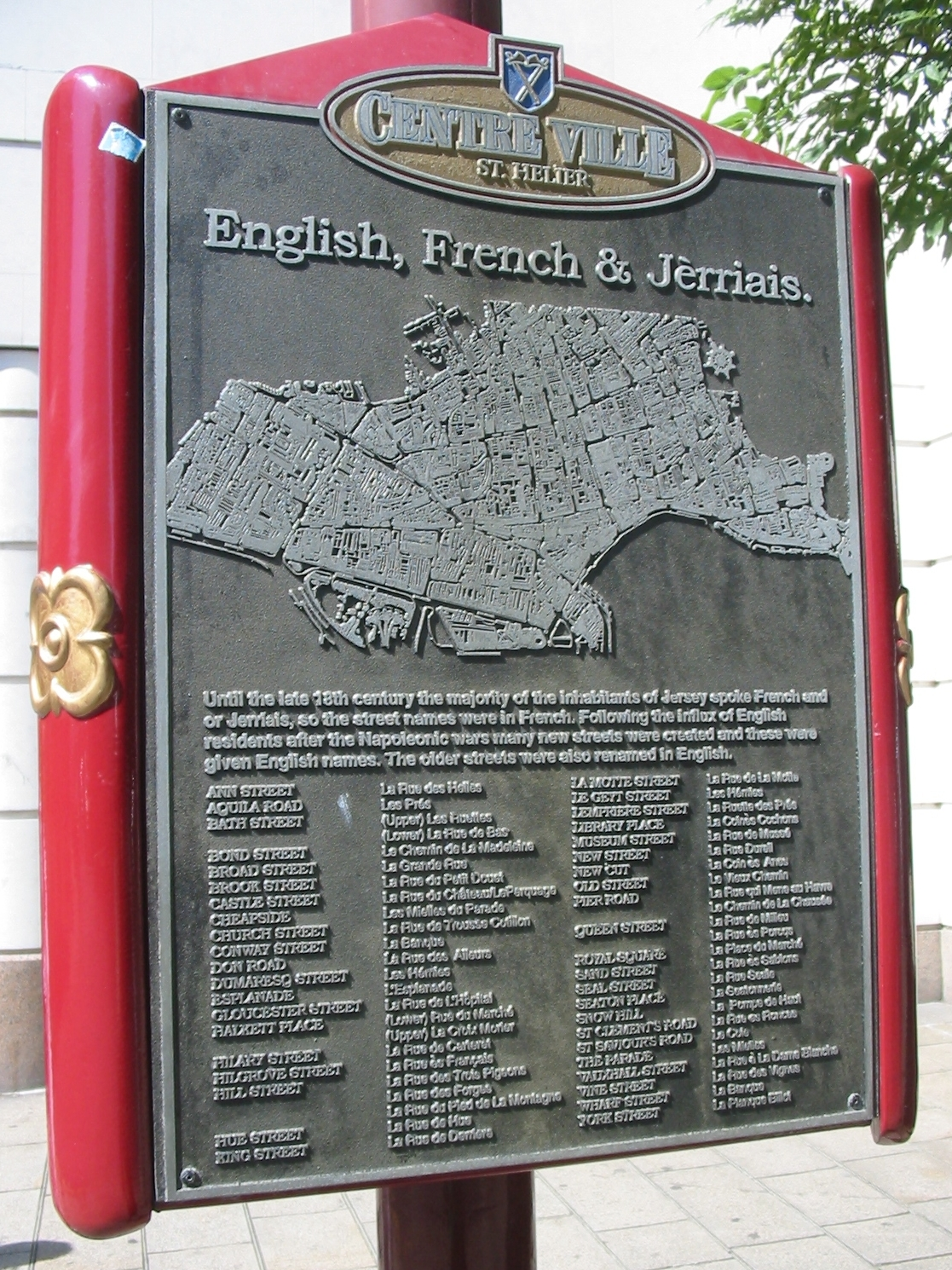
Panneau en anglais indiquant les anciens noms de rues rebaptisées en anglais.
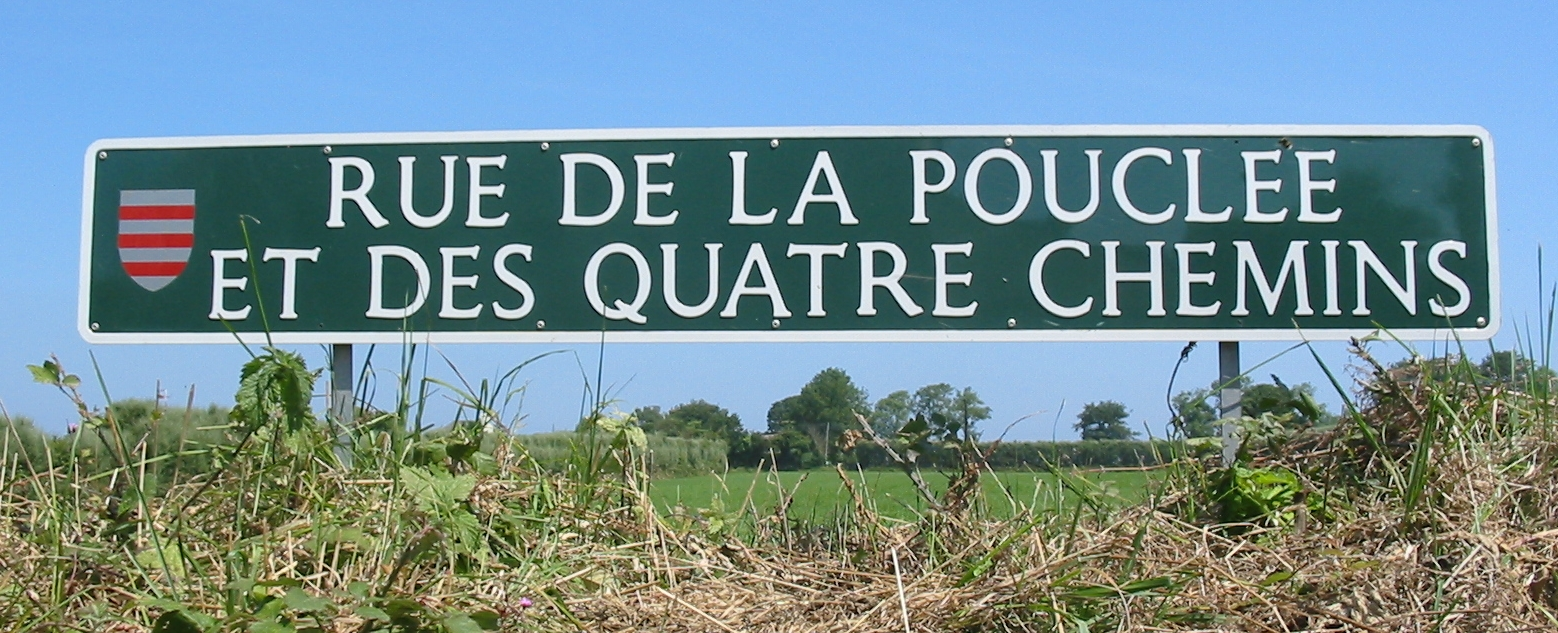
Nom de rue à Jersey en français et jersiais.
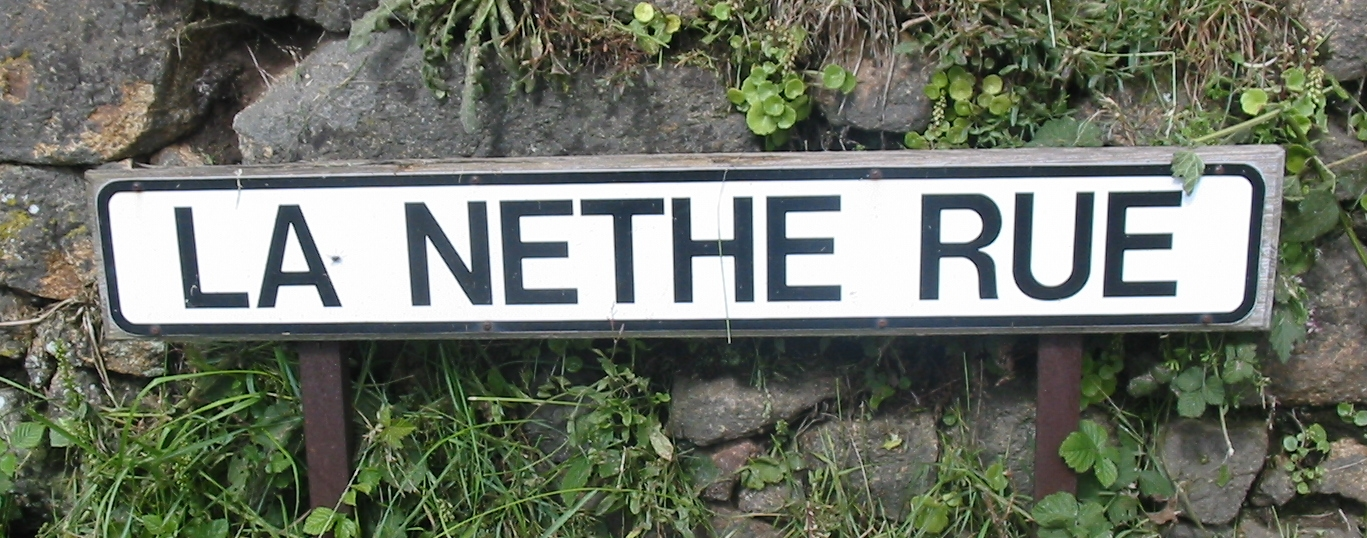
Nom de rue en jersiais : la rue noire à Saint-Ouën.
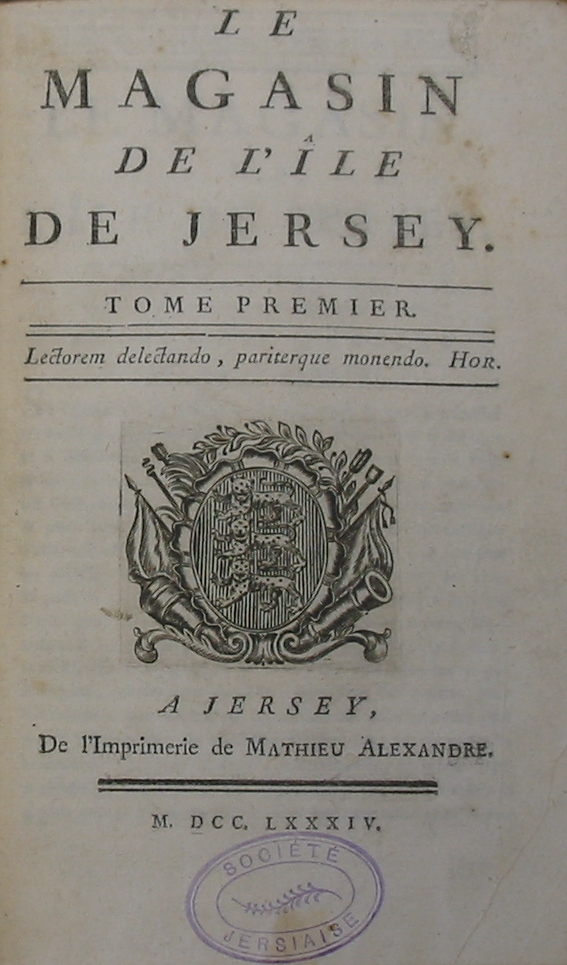
L'imprimerie arrive à Jersey en 1784.
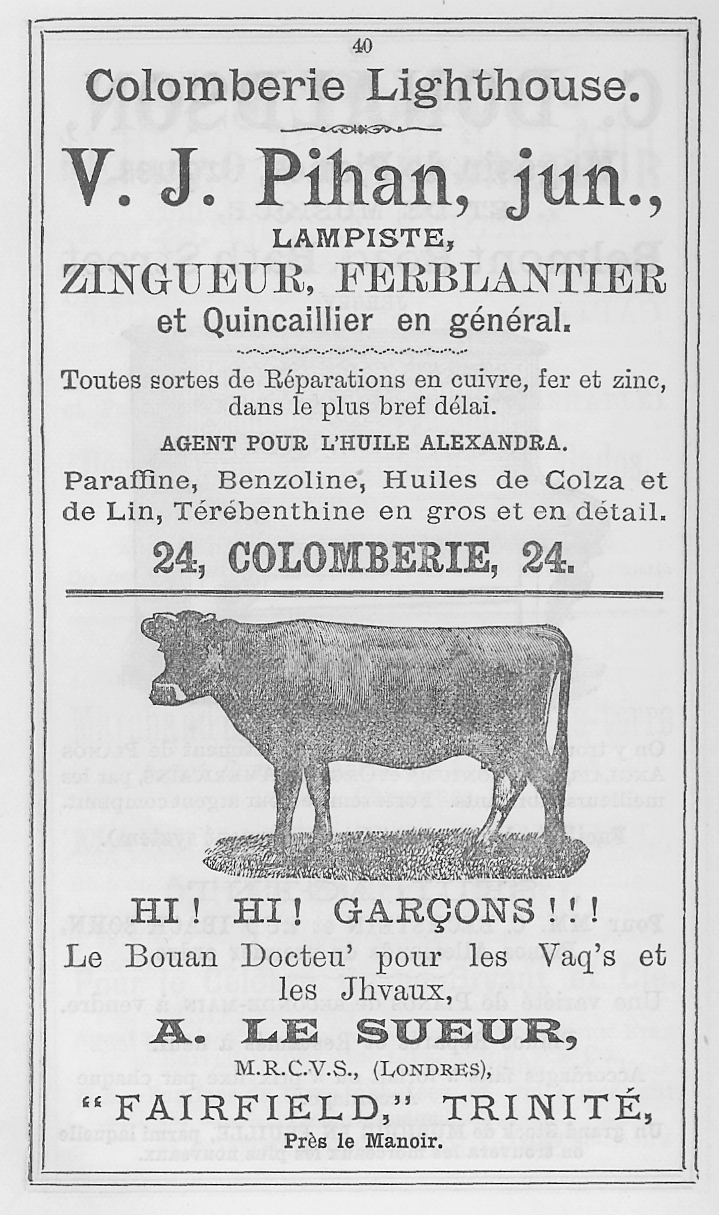
Annonce en langue jersiaise en 1892.
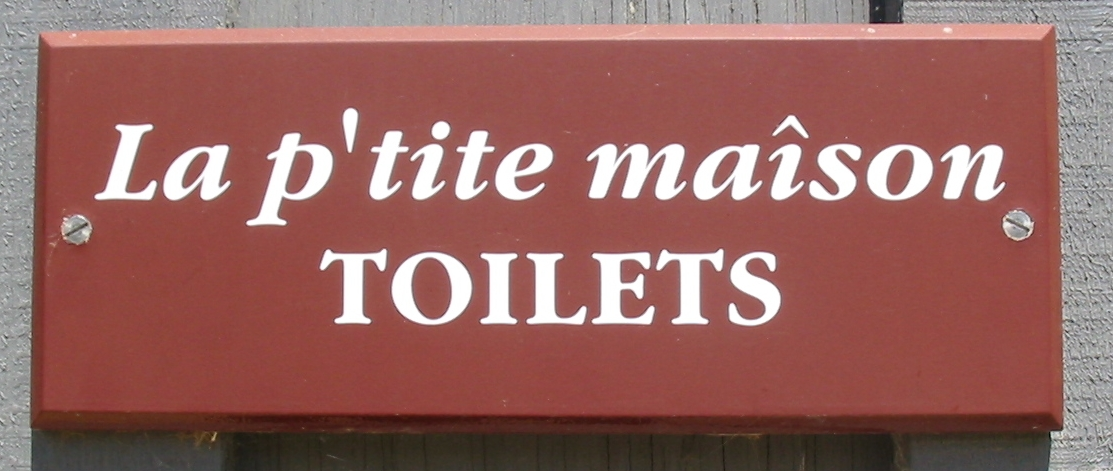
Toilettes publiques à Jersey.

### Gastronomie
Les fruits de mer sont une spécialité de la région — moules, huîtres, homards, crabes, autres coquillages. Les Jersiais aiment surtout les araignées de mer. On surnommait les îles Anglo-Normandes le royaume de congres et en effet la « soupe d'andgulle » (soupe de congre) était autrefois un plat très commun.
Le nièr beurre qui est une spécialité locale à base de pommes à cidre qui a la consistance d'un sirop épais.
Les pais au fou (sorte de soupe au haricots) donnent un surnom aux Jersiais, Jersey beans, c'est-à-dire des haricots de Jersey en anglais, parce que les Anglais arrivés à Jersey croyaient que les habitants ne mangeaient que des fèves. Beaucoup de Jersiais considèrent ce surnom comme injurieux et préfèrent celui de crapaud.
Les mèrvelles (sorte de beignet en nœud, appelé en anglais Jersey wonder) sont populaires aux fêtes et kermesses.
Le pain jersiais traditionnel est mis au four sur une feuille de choux, avec une deuxième feuille à couvrir, ce qui lui donne un goût particulier.
Le lait jersiais est très riche, mais il n'y a pas de tradition de fabrication de fromage à Jersey. Les Jersiais donnaient la préférence au beurre.
La Faîs'sie d'Cidre est la fête du cidre qui se déroule chaque année à Jersey en octobre.

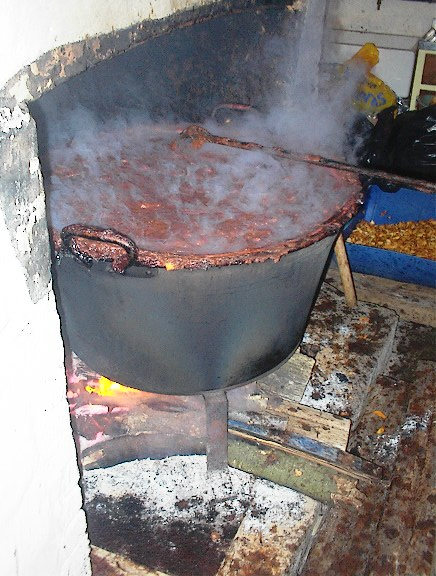
Le nièr beurre (sirop de pommes).
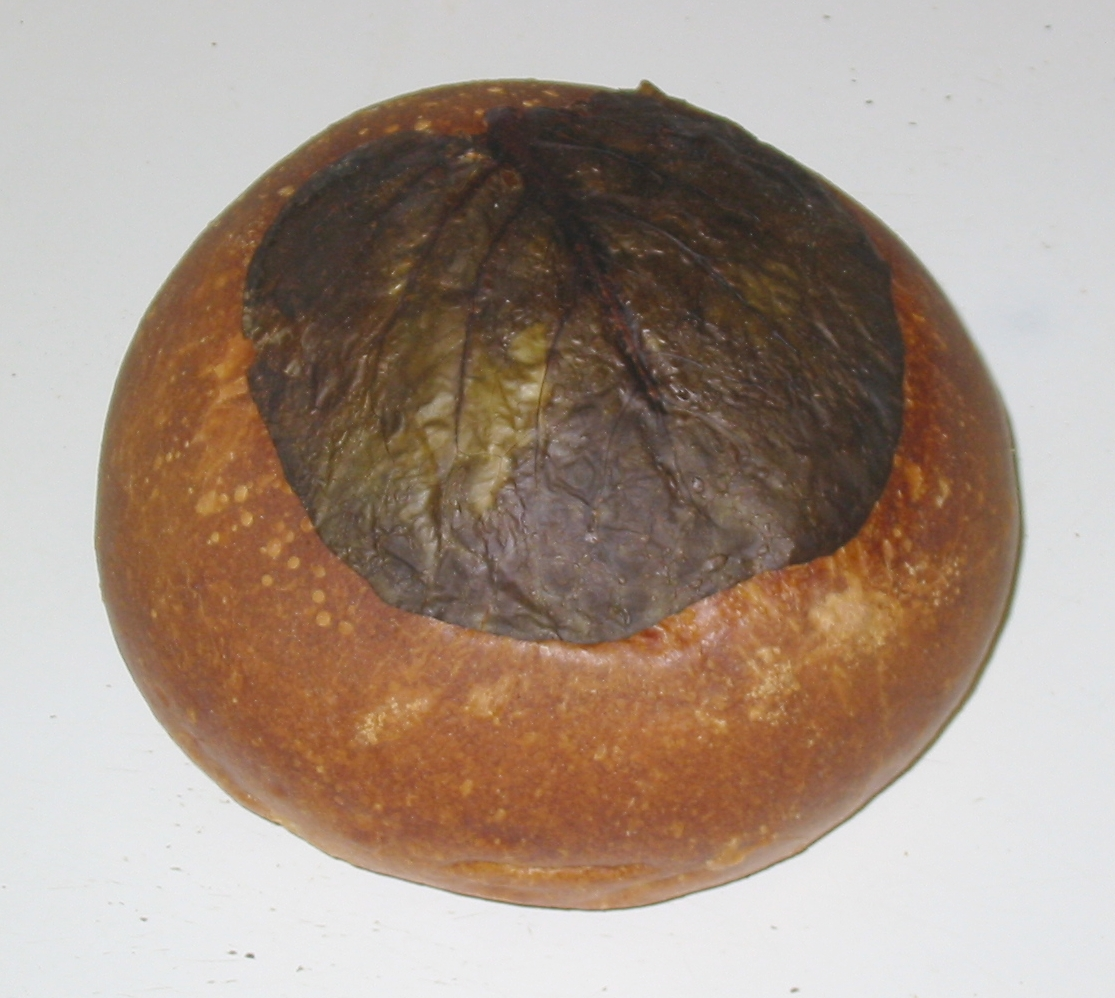
Pain jersiais.
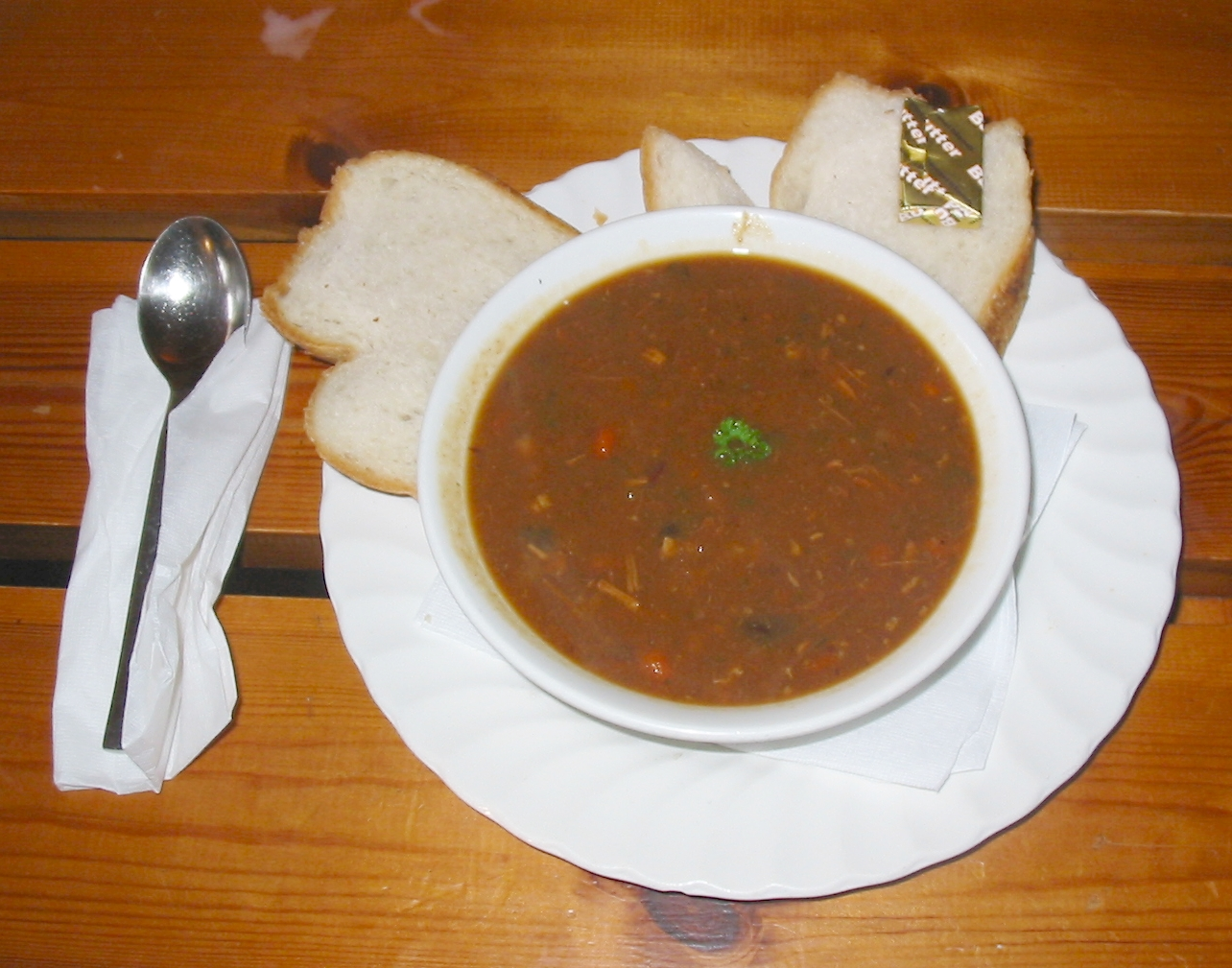
Les pais au fou.
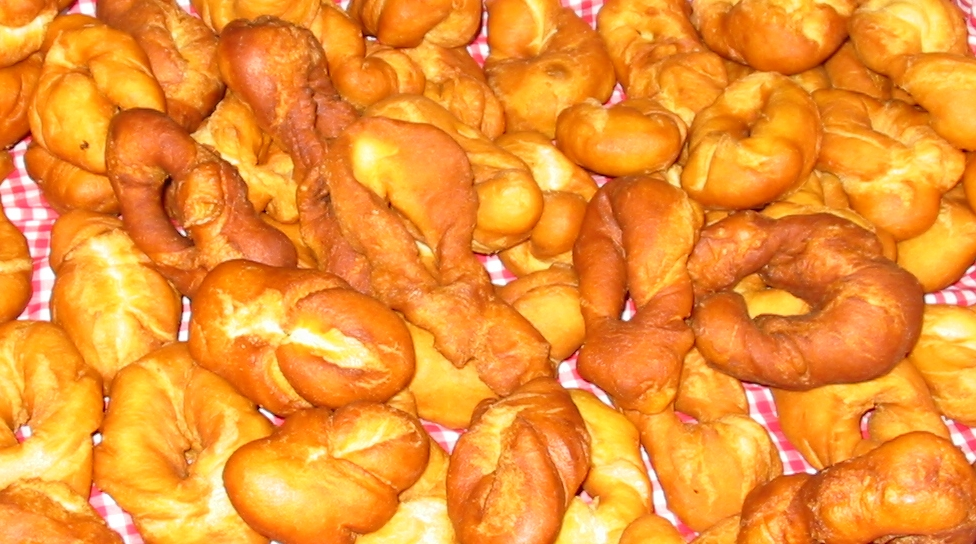
Les mèrvelles de Jersey.

### Emblèmes

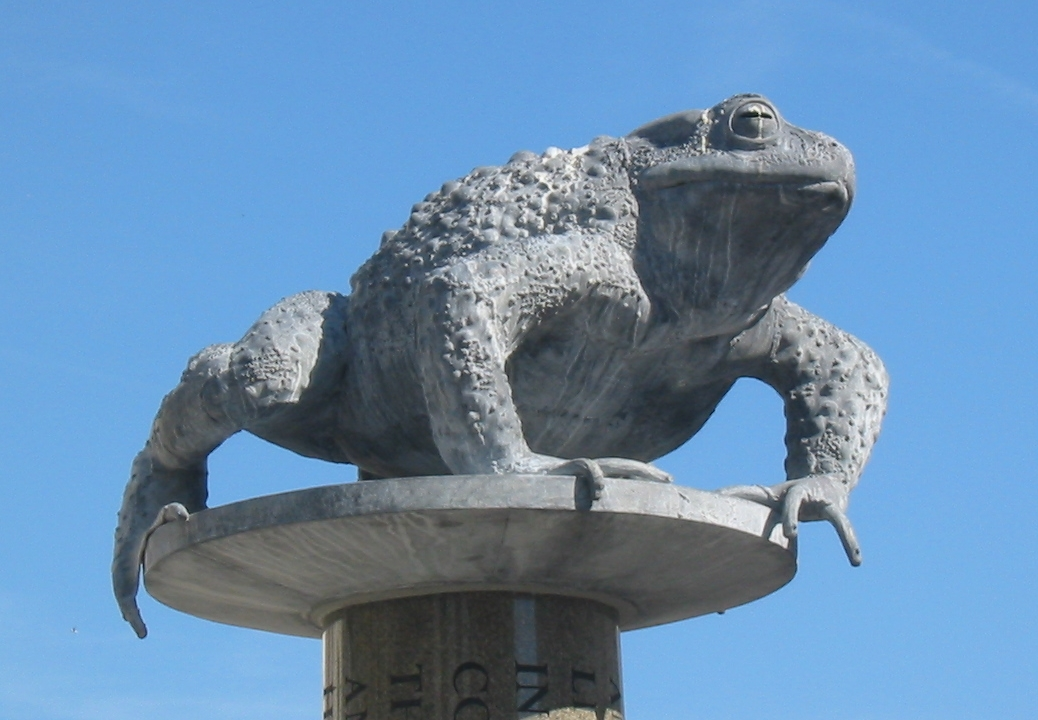
Au cœur de la ville de Saint-Hélier, cette sculpture rappelle le surnom des Jersiais : les « crapauds ». C'est l'emblème national du pays.

Trois hypothèses coexistent sur l'origine du drapeau jersiais :
- C'est un vieux symbole normand que l'on retrouve à Jersey et dans les armoiries de la famille normande-irlandaise Fitzgerald ;
- C'est le résultat d'une erreur cartographique aux Pays-Bas qui a doté Jersey d'un drapeau irlandais ;
- C'est la croix rouge du drapeau anglais différencié afin de distinguer les navires jersiais pendant les périodes de neutralité lors de guerres anglo-françaises.

Le drapeau actuel date de 1981 quand le blason et la couronne ont été ajoutés au drapeau par proclamation royale à la suite d'une demande des États de Jersey.
Les trois léopards normands sont tirés du sceau du bailli, mais ont été confirmés comme blason national. Les trois léopards sont librement utilisés par les citoyens de Jersey.
La chanson Ma Normandie est chantée comme hymne lors des jeux du Commonwealth, jeux des Îles, ou autre cérémonie quand il est nécessaire de distinguer les pays qui se servent de God save the King. Mais il y a un mouvement populaire pour le remplacement de Ma Normandie par une chanson jersiaise Beautiful Jersey/Man Bieau P'tit Jèrri.
Les Jersiais sont surnommés par leurs voisins insulaires les « crapauds » (prononcer désormais à la jersiaise ou à l'anglaise « cwapauds ») parce que l'on en trouve à Jersey et pas dans les autres îles de la Manche. Les Jersiais se vengent des Guernesiais en les traitant d'« ânes » ou de « donkeys », selon leur langue.

### Médias
Depuis 1962 l'ile possède une société de radiodiffusion et de télévision privée indépendante connue sous le nom de Channel Television qui est rattachée au réseau national britannique ITV.

## Économie

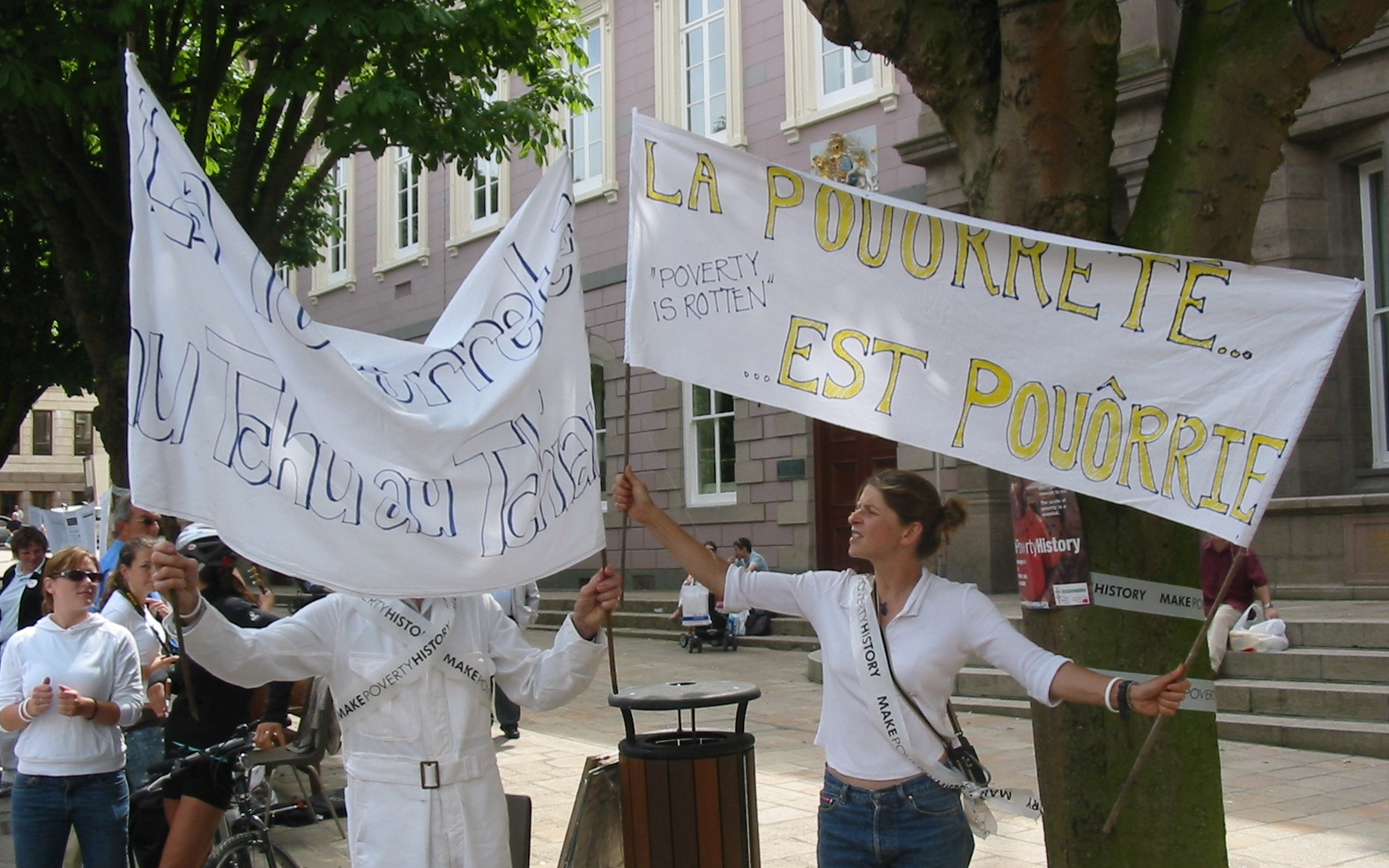
Manifestants et banderoles en jersiais contre la pauvreté en 2005.

L'économie de Jersey est très développée et principalement du secteur tertiaire. Elle a un PIB par habitant de 45 320 GBP en 2019. Les secteurs importants comprennent les services financiers (40 % de valeur ajoutée brute (VAB) en 2012), le tourisme et l'hôtellerie (8,4 % de VAB), la vente et le gros (7 % de VAB), le bâtiment (6,2 % de VAB) et l'agriculture (1,3 % de VAB). Il y a eu 53 460 employés à Jersey en 2010, dont 24 % aux services financiers.

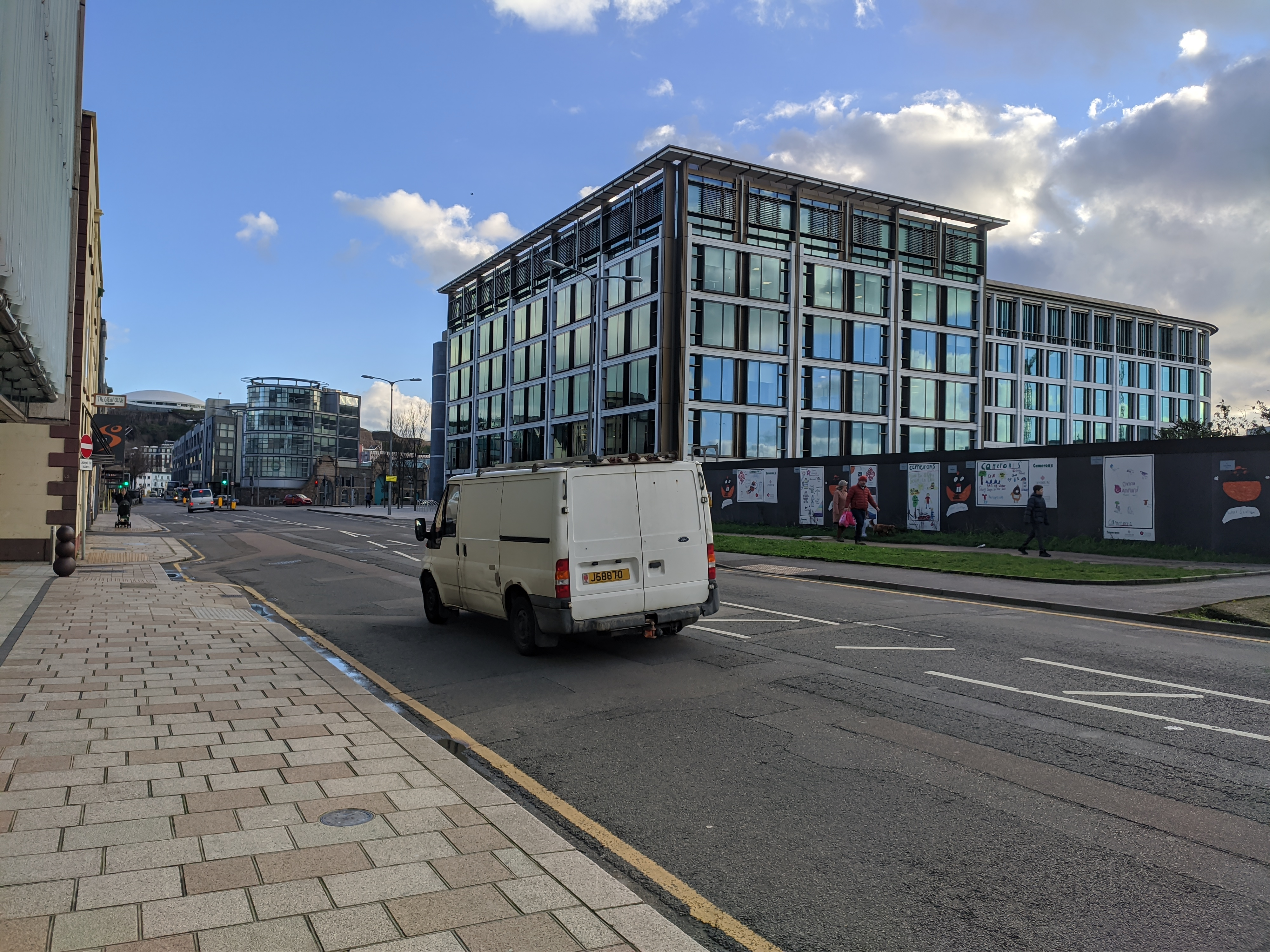
L'Esplanade de Saint-Hélier est le centre financier de Jersey. Le secteur financier a transformé l'architecture de la capitale.

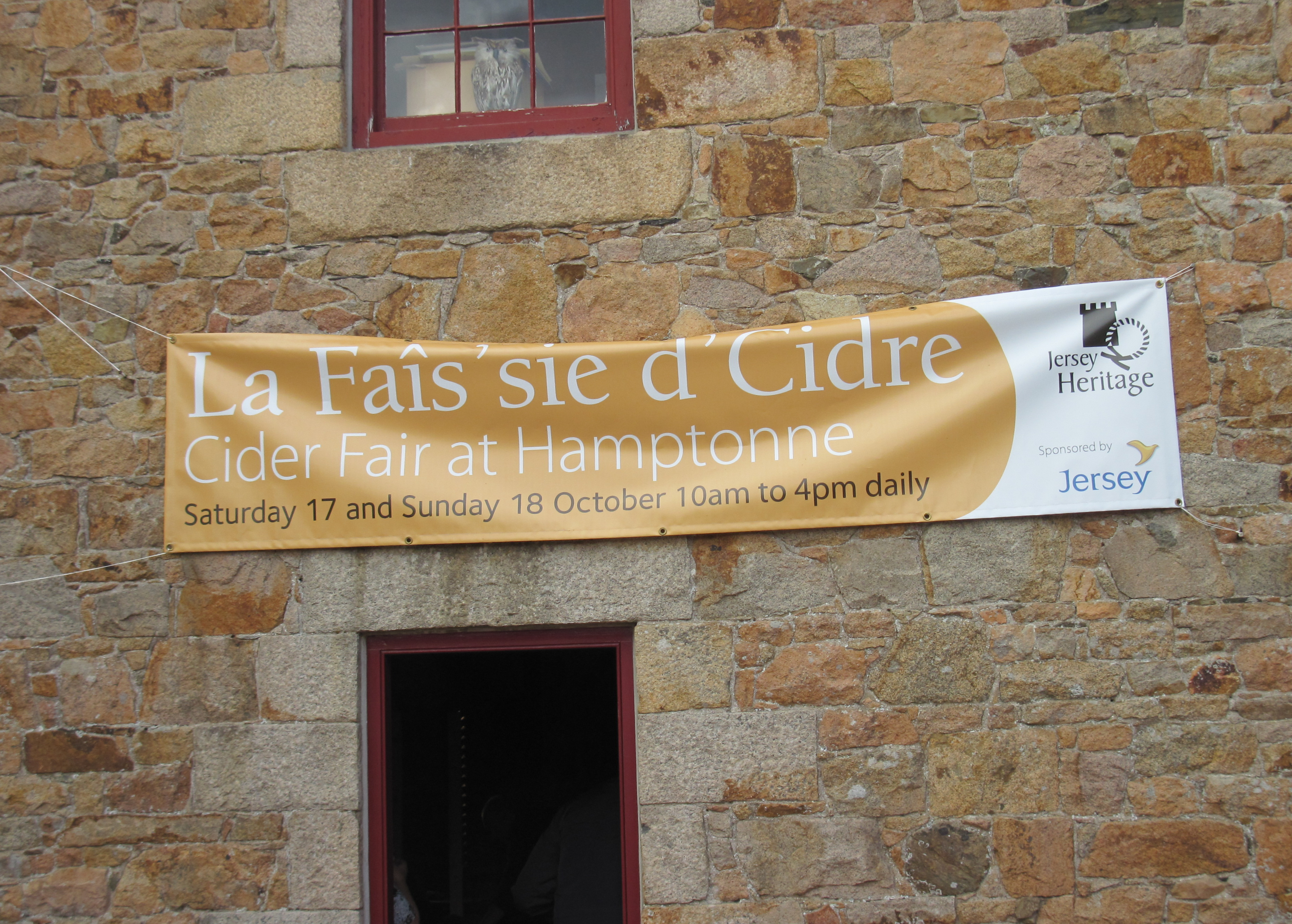
Fête du cidre à Jersey.

L'île est principalement connue pour son statut comme centre financier extraterritorial. Elle n'applique aucun taux d'imposition sur les sociétés étrangères, ce qui en fait une destination de choix dans la mise en place de montages d'évasion fiscale.
- Activités financières notamment « paradis fiscal » pour des sociétés (50,2 % de l'économie en 2003) ;
- Tourisme (y compris achats détaxés en particulier de parfums) (749 000 visiteurs en 2003, dont 378 900 séjournant ; contribution financière du tourisme en 2003 – 213 millions £) ;
- Agriculture (légumes, fruits, fleurs, élevage bovin laitier) (1,6 % de l'économie en 2003 ; 5 600 hectares cultivés ; valeur de l'exportation en 2003 – 17 millions £).

L'île est connue pour ses produits agricoles. Elle produit des pommes de terre de primeur, les Jersey Royal Potatoes, qui a reçu le label européen AOP en 1996. En plus, sa race de bétail (jersiaise) est connue pour ses produits laitiers.
- Pêche, elle occupe peu de place dans l'économie de l'île et il y a peu de bateaux de pêche à Jersey mais la définition conflictuelle des zones de pêche s'est accentuée depuis le Brexit.

Chiffres
- Produit intérieur brut 2003 : 2,61 milliards £
- PIB/habitant 2003 : 34 000 £
- Impôts sur les revenus 2003 : 367 millions £
- Impôts (alcools, tabac, essence) 2003 : 47,5 millions £
- Valeur moyenne d'une maison à trois chambres en 2014 : 484 000 £[48]
- 52 280 employés en juin 2004
- chômage moyen par mois en 2004 - 500 personnes

La Chambre de Commerce de Jersey, fondée le 24 février 1768, est la plus vieille des Dépendances de la Couronne britannique, mais Jersey ne fait pas partie du Commonwealth.
La race jersiaise est originaire de l'île. Depuis 1789, c'est la seule race bovine permise à Jersey.
La récolte de varech se pratique afin de fournir de l'engrais pour les champs. Une particularité de l'agriculture de Jersey est les côtils, champs labourables en pente. Le terrain à plat étant limité, on avait développé la culture des coteaux, surtout pour les pommes de terre et les primeurs, qui reçoivent le maximum de soleil, orientées vers le sud.
Contrebande : dès le XVIIe siècle, le tabac fit l'objet d'une économie parallèle florissante. Elle s'explique par Sir Walter Raleigh, gouverneur de Jersey qui fonda en Amérique une colonie baptisée Virginie. Cette terre lointaine fournit entre autres le tabac. Dès son retour, il ensemence l'île de cette plante. Le tabac y prospéra tant que Jacques Ier d'Angleterre, désirant protéger la production de ses colonies et de ne pas perdre ses bénéfices au fisc anglais qui percevait des droits importants sur le tabac américain, interdit toute exportation hors du Royaume-Uni. Ce fut l'occasion d'une fraude organisée qui perdura jusqu'à la fin du XIXe siècle.
Jusqu'au milieu du XIXe siècle, la production de cidre était considérable, mais la culture des pommes de terre a remplacé celle des pommiers. Depuis 1987, on encourage l'implantation de vieilles variétés jersiaises de pommes dans le but de réintroduire la production commerciale de cidre et d'eau-de-vie de cidre. Une certaine quantité est désormais en vente.
Au XXIe siècle, on recherche la possibilité de produire de la vodka à base de pommes de terre afin de diversifier la production. Il existe des vignobles à Jersey avec une petite production commerciale de vin blanc et rouge.
La spécialisation de Jersey dans la production agricole requérant une importante main d'œuvre saisonnière attira de nombreux Bretons qui souvent finirent par rester sur l'île. L'immigration la plus importante vers Jersey est l'immigration agricole entre 1850 et 1950 (principalement Côtes-d'Armor et Morbihan). Depuis une dizaine d'années, les Portugais ont remplacé les Bretons à Jersey, puis à partir de 2004 les Polonais.

### Les services financiers
Jersey est un centre de finance « offshore » et un paradis fiscal notoire,,. Elle a un taux d'impôt de 0 % pour la majorité d'entreprises, bien que les sociétés de finance doivent payer un taux de 10 %.
Les organisations de finance situées à Jersey ont employé 13 450 personnes en juin 2020 et le secteur représenté 39,5 % de l'économie jersiaise en 2019. Les sociétés établies sur l'île comprennent des banques mondiales comme la Banque royale du Canada et BNP Paribas. En 2020, la valeur totale des versements bancaires tenus sur l'île était à £ 141 200 million et il y avait 33 186 entreprises actives.
Aujourd'hui la première ressource de l'île provient de sa fiscalité particulière qui permet aux multinationales étrangères de faire remonter leurs revenus sous forme de dette à une holding non imposée à Jersey afin d'éviter d'être taxés dans les pays où sont effectivement réalisés les profits.
Ces activités font de Jersey, de façon contre-intuitive, l'un des premiers exportateurs de bananes au monde.
Jusqu'à 2015, la société Apple faisait remonter deux tiers de ses revenus par un montage financier en Irlande. Lorsque l'Irlande a voulu rééquilibrer ses règles de fiscalité en 2015, Apple a alors déplacé ses activités (virtuelles) à Jersey afin de maintenir son modèle économique.
En 2019, la web-télé "Le Media" décrit les mécanismes financiers permettant aux chaînes de télévision BFM-TV et RMC de profiter de ce système d'optimisation fiscale par le biais de leur holding Altice à Jersey.
Le gouvernement a eu une stratégie de diversification économique depuis 2012 pour réduire l'importance des services financiers à l'économie locale.

### Télécommunications
Les télécommunications sont en partie nationalisées. Le gouvernement de Jersey possède une société de télécommunications qui s'appelle JT (Télécoms Jersey). Pourtant, il y a un nombre d'autres entreprises comme Sure et Airtel-Vodafone.

### Poste
La poste a longtemps été une compétence de la Couronne après l'ouverture du premier bureau postal à Jersey. Le bureau de poste français a été fermé le 1er juin 1843 selon un accord franco-britannique. Les premières boîtes aux lettres publiques dans les îles Britanniques ont été inaugurées le 23 novembre 1852. Les îles anglo-normandes ont donc utilisé les timbres-poste britanniques, depuis la création de ces derniers en mai 1840. Il s'y est ajouté pendant l'occupation allemande de 1940 à 1945 des timbres apparemment locaux, mais en réalité émis pour le compte de la poste britannique, par les receveurs des postes des deux îles pour faire face à l'impossibilité de s'approvisionner en timbres au Royaume-Uni.
Mais, depuis 1969, la compétence postale est transférée par le Royaume-Uni aux bailliages de Jersey et de Guernesey. Dès lors, Jersey émet ses propres timbres et les figurines de Jersey ont dès lors remplacé les timbres britanniques dans cette île.
De nombreuses études philatéliques ont porté sur les marques postales et timbres britanniques oblitérés à Jersey avant 1969 et notamment pendant l'occupation allemande de 1940 à 1945.

### Monnaie

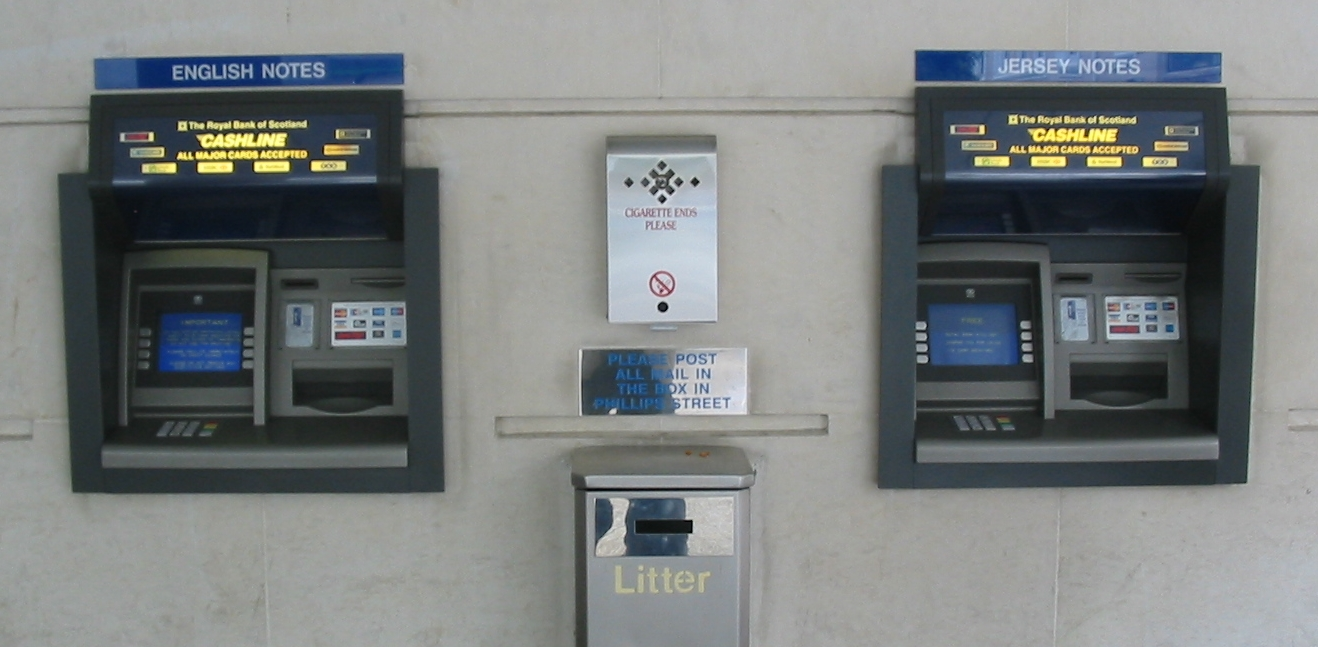
Distributeurs jumeaux à Saint-Hélier : à gauche, billets anglais ; à droite, billets jersiais.

La livre jersiaise (billets de banque et pièces de monnaie émis par les États de Jersey) circulent librement aux côtés de billets de banque anglais, guernesiais et écossais et pièces de monnaie de Guernesey et du Royaume-Uni. Des banques proposent un choix de distributeurs de billets afin que les clients puissent retirer des billets de banque jersiais ou anglais selon leurs besoins. Cependant, la livre jersiaise n'a cours légal que sur l'île de Jersey et ne peut être échangée que sur l'île. Il est donc conseillé aux touristes de changer leur  monnaie en livres sterling avant leur retour.

#### Billets de banque
Chacun des billets jersiais porte un portrait du monarque britannique, avec la tête d'une vache jersiaise en filigrane.
- 1 livre : vert, l'église paroissiale de Saint-Hélier
  - depuis 2004, un billet commémoratif d'une livre circule pour fêter les 800 ans d'indépendance jersiaise. Il est en vert et or avec une représentation du château Mont-Orgueil (Saint-Martin).
- 5 livres : pourpre, le phare de la Corbière (Saint-Brélade)
- 10 livres : rouge, la Bataille de Jersey, 1781 (Saint-Hélier)
- 20 livres : bleu, le manoir de Saint-Ouën
- 50 livres : brun, la Maison du Gouvernement de Jersey (Saint-Sauveur)

#### Pièces de monnaie
Chacune des pièces jersiaises porte l'effigie de la Reine et la devise Bailiwick of Jersey (bailliage de Jersey)
- 1 penny : la tour du Hocq (Saint-Clément)
- 2 pence : l'ermitage de saint Hélier
- 5 pence : la tour de l'Avarizon (Grouville)
- 10 pence : la Pouquelaye de Faldouet (dolmen à Saint-Martin)
- 20 pence : le phare de la Corbière (Saint-Brélade)
- 50 pence : le château de Grosnez (Saint-Ouën)

Bien que le Royaume-Uni ait remplacé son billet d'une livre par une pièce, Jersey a gardé son billet et émet également une pièce. La pièce jersiaise présente une image différente chaque année - jusqu'ici on a présenté des séries d'héraldique et de navires historiques. À l'entour du bord, il y a la devise « Insula Caesarea » (« île de Jersey » en latin). Une pièce de 2 livres est également frappée, mais elle reste rare.

### Transports

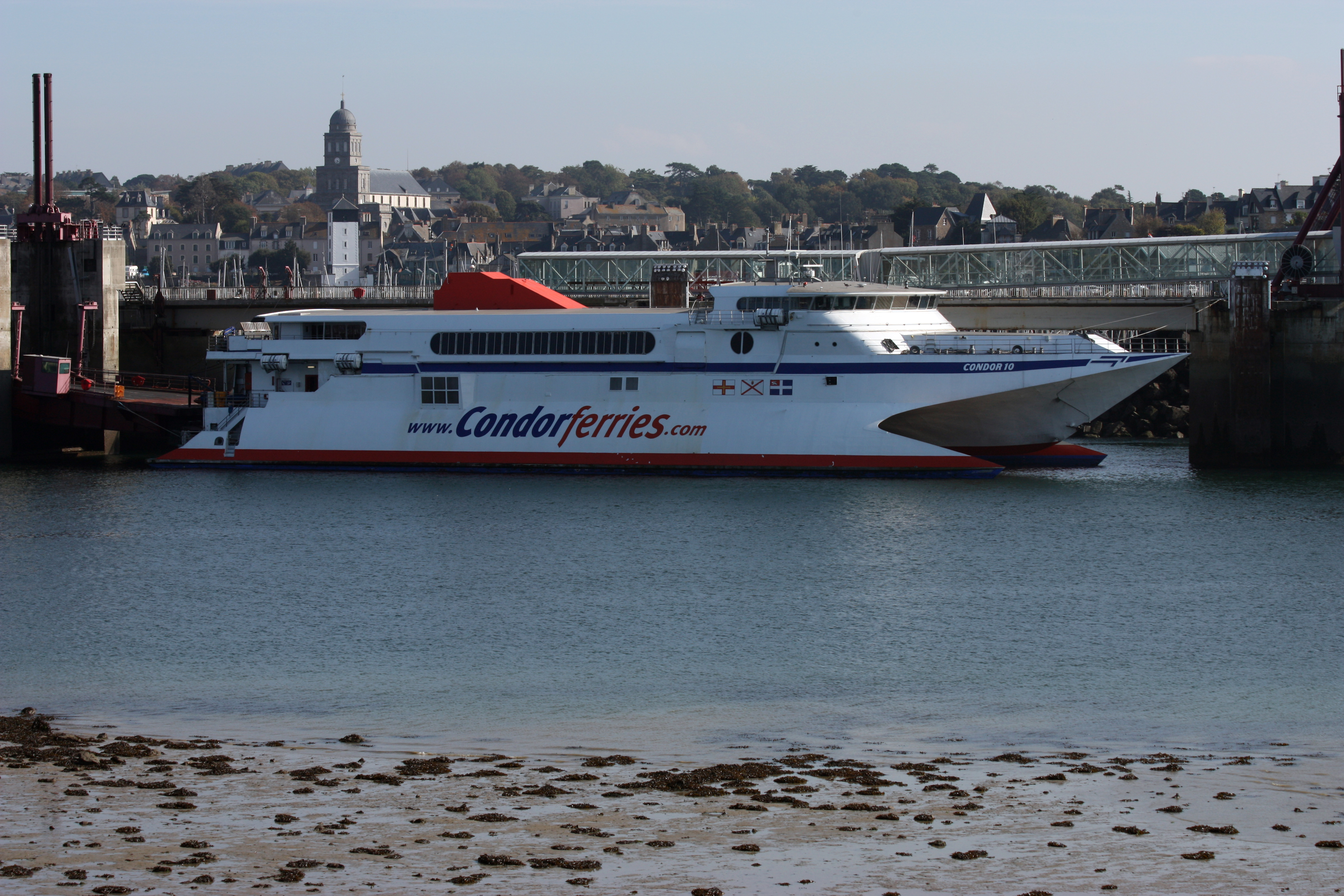
Condor 10 à Saint-Malo effectuant la traversée vers Jersey et Guernesey.

Un projet de pont ou de tunnel Jersey-France est une idée avancée des deux côtés du bras de mer qui sépare l'île anglo-normande de Jersey de la France pour la réalisation d'un ouvrage d'art qui permettrait une liaison routière et ferroviaire directe entre l'île de Jersey et la Normandie.

#### En bateau
Un grand nombre de liaisons quotidiennes se font par ferry depuis la France :
- Saint-Malo ;
- Granville ;
- Carteret.

Depuis l'Angleterre : 
- Poole via Guernesey ;
- Portsmouth via Guernesey ;
- Southampton via Guernesey ;
- Weymouth via Guernesey.

Entre les îles anglo-normandes :
- Guernesey ;
- Sercq/Sark ;
- Aurigny/Alderney.

#### En avion
- L'Aéroport de Jersey est relié à de nombreuses villes du Royaume-Uni : Londres (Gatwick, Luton, Stansted, London City), Exeter, Southampton, Birmingham, Newcastle, Liverpool, Nottingham/East Midlands, Bristol/Plymouth, Édimbourg, Isle of Man, Manchester, Bournemouth, Gloucester.

Jersey est également relié à Paris et Zurich.

#### La route

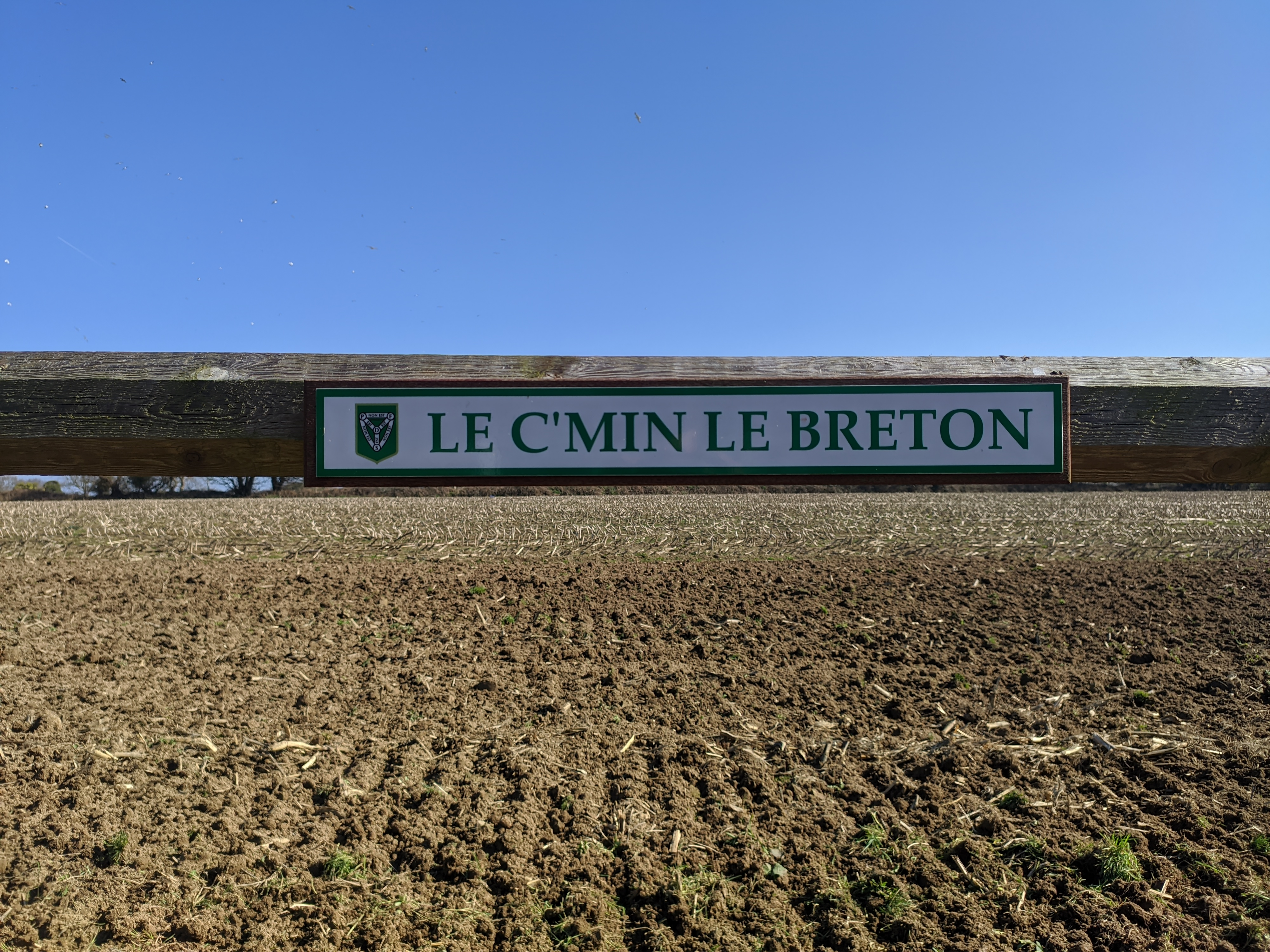
Un panneau routier en jersiais. Le mot c'mîn veut dire chemin.

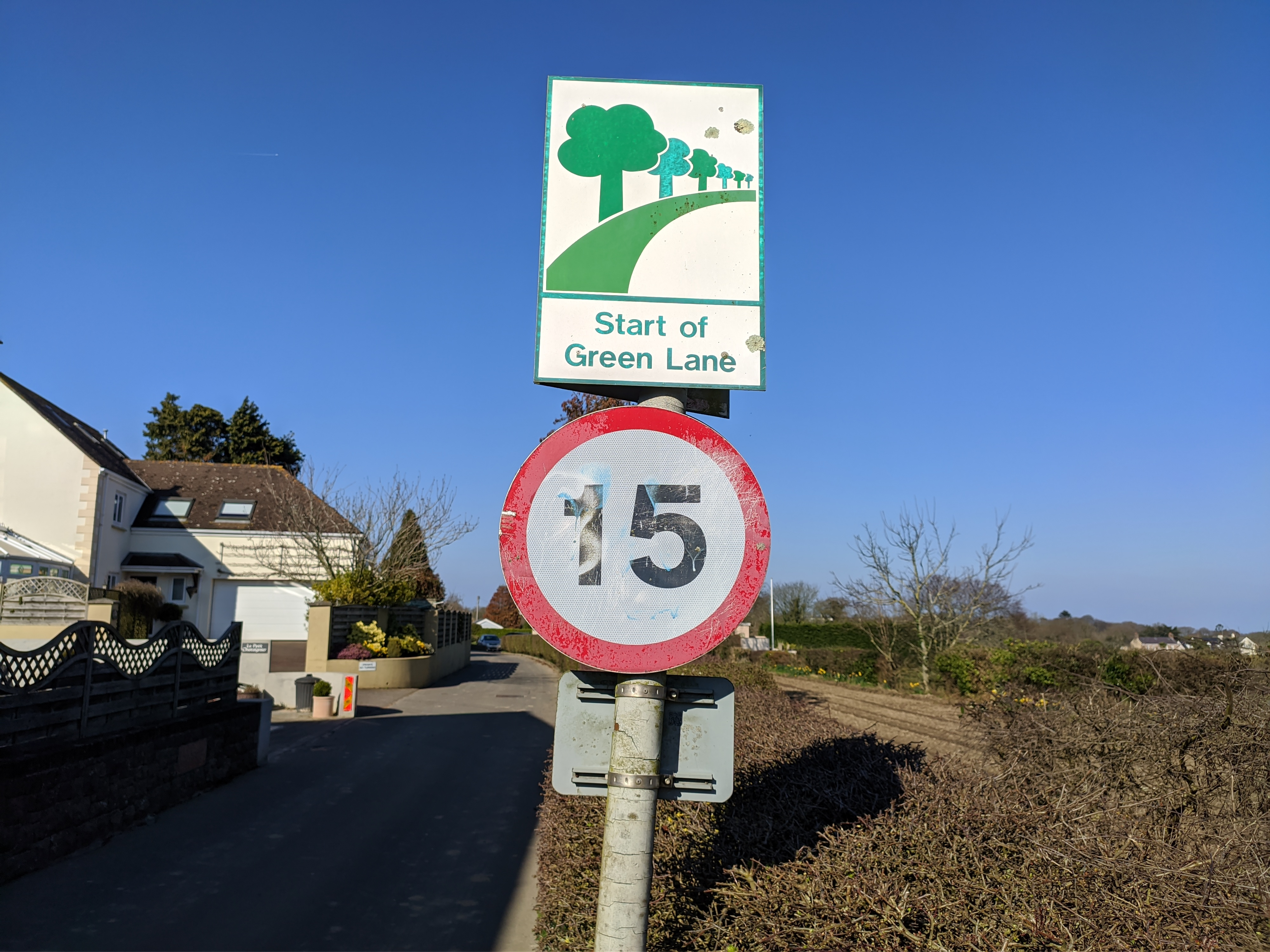
Ce panneau indique la priorité aux piétons et cyclistes. Les limitations de vitesse à Jersey sont en milles/heure.

À Jersey, on conduit à gauche et la limitation maximale est à 40 milles par heure (64 km/h), mais, sur beaucoup de routes, elle est à 30 milles par heure (48 km/h) ou 20 milles par heure (32 km/h), surtout dans les zones urbaines, mais aussi parfois dans les campagnes.
Le réseau routier de Jersey est divisé en trois : réseau « A », « B » et « C »[précision nécessaire]. Les routes sont souvent étroites et sans accotement ni trottoir. Les routes de campagne portent souvent des noms en français ou jersiais. Le réseau comprend la plus longue route à deux voies des îles anglo-normandes[précision nécessaire].
Les routes de grande communication sont entretenues par le Gouvernement de Jersey et les chemins vicinaux sont entretenues par les Comités des Chemins de chaque paroisse.
La visite du branchage permet de contrôler l'état des routes à Jersey.
120 km de routes forment les Green Lane (Ruettes Vertes) où la limitation de vitesse est à 15 milles par heure (24 km/h). Sur ces chemins, qui se trouvent principalement dans les campagnes et sont majoritairement à voie unique, les piétons, vélos et cavaliers ont la priorité sur les véhicules motorisés. Pourtant deux paroisses - La Trinité et Saint Sauveur - ne les ont pas encore mises en place.

### Pratique
Jersey est une petite île de 15 km sur 8 où les cultures française et anglaise se côtoient. Elle se situe à 25 km des côtes françaises. Elle est accessible par plusieurs services de vedettes rapides au départ des villes de Cherbourg, Dielette, Carteret et Granville, et de ferrys au départ de Saint-Malo. Elle est également accessible depuis le Sud de l'Angleterre. Des liaisons aériennes existent avec l'Angleterre (Londres, Liverpool, Glasgow, Manchestern et Exeter) et avec la continent européen (Paris). Le nom des rues sont en français mais la majorité des Jersiais parlent anglais. L'île possède ses propres pièces et billets, mais tout le commerce peut être effectué indifféremment en livres sterling et toutes les cartes bancaires sont acceptées, les billets en euros sont acceptés dans quelques magasins seulement du centre-ville de Saint-Hélier. Il y a une heure de décalage entre la France et l'île de Jersey qui est sur le fuseau horaire de Greenwich. Le climat à Jersey est similaire à celui de la Bretagne. Les mois les plus chauds sont en juillet et août avec des températures moyennes de 20 °C. Les prises de courant sont différentes des prises européennes, Jersey ne faisant pas partie de l'union européenne, les ressortissants de l'Union arrivant à Jersey doivent être munis d'une carte nationale d'identité ou d'un passeport en cours de validité, le réseau mobile de Jersey est indépendant de celui du Royaume-Uni. Concernant les traitements médicaux sur l'île, Jersey a un accord avec la France déclarant que chaque touriste sera traité comme un résident de l'île pendant son séjour et sera admis gratuitement aux urgences du General Hospital à Saint-Hélier. Les visites chez un médecin libéral restent à sa charge mais sont remboursables en France.

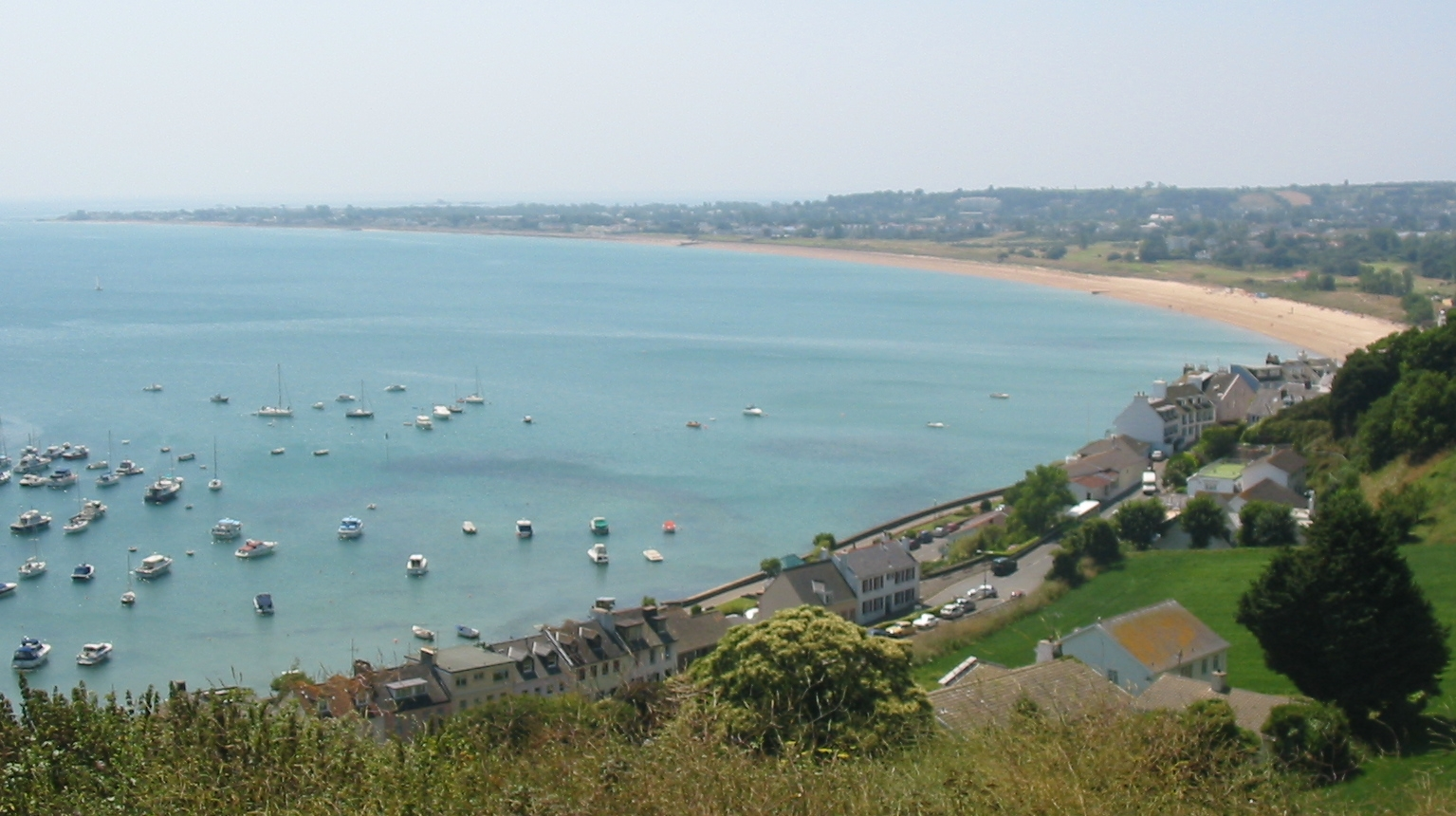
Baie de Grouville.
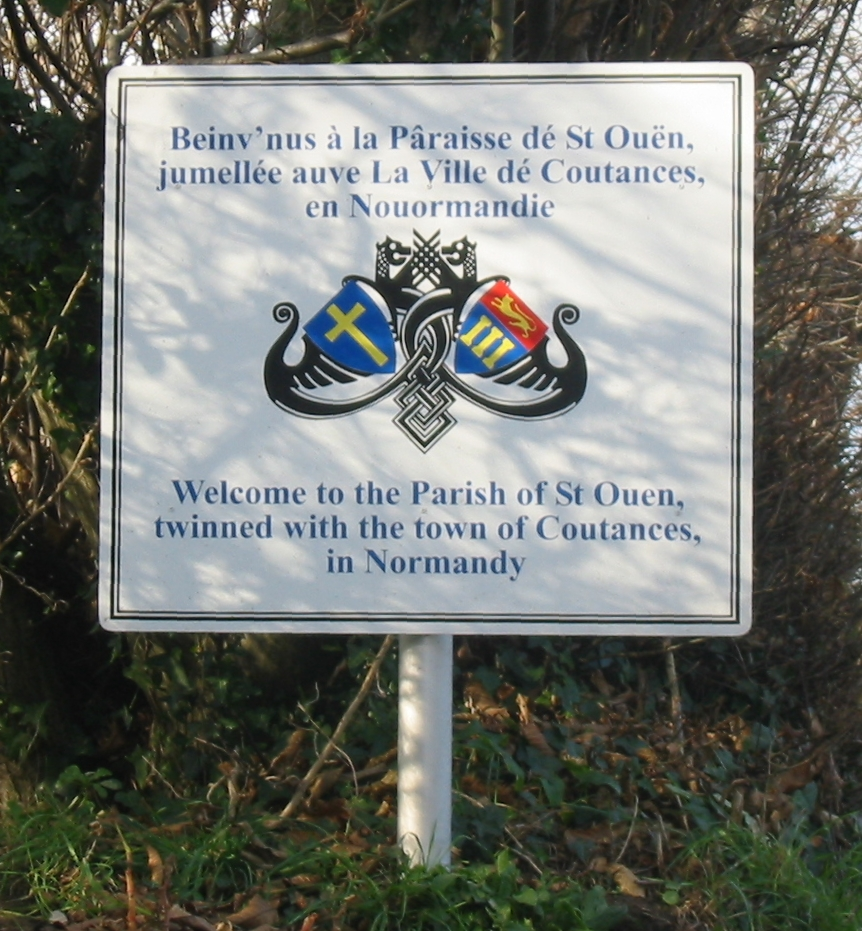
Panneau de jumelage entre les communes de Saint-Ouens et Coutances. En anglais et en jersiais, mais pas en français.
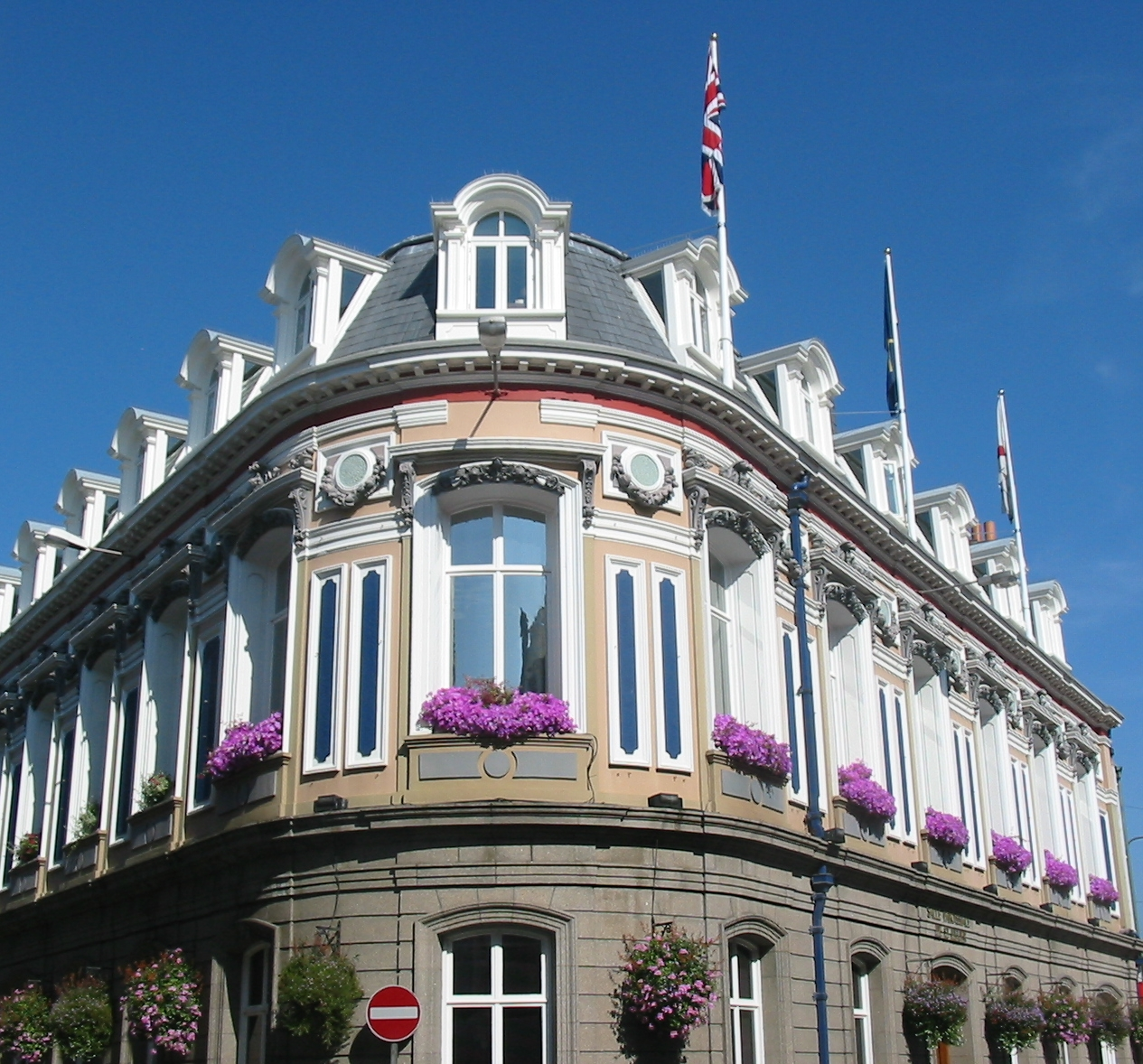
Salle paroissiale de Saint-Hélier.
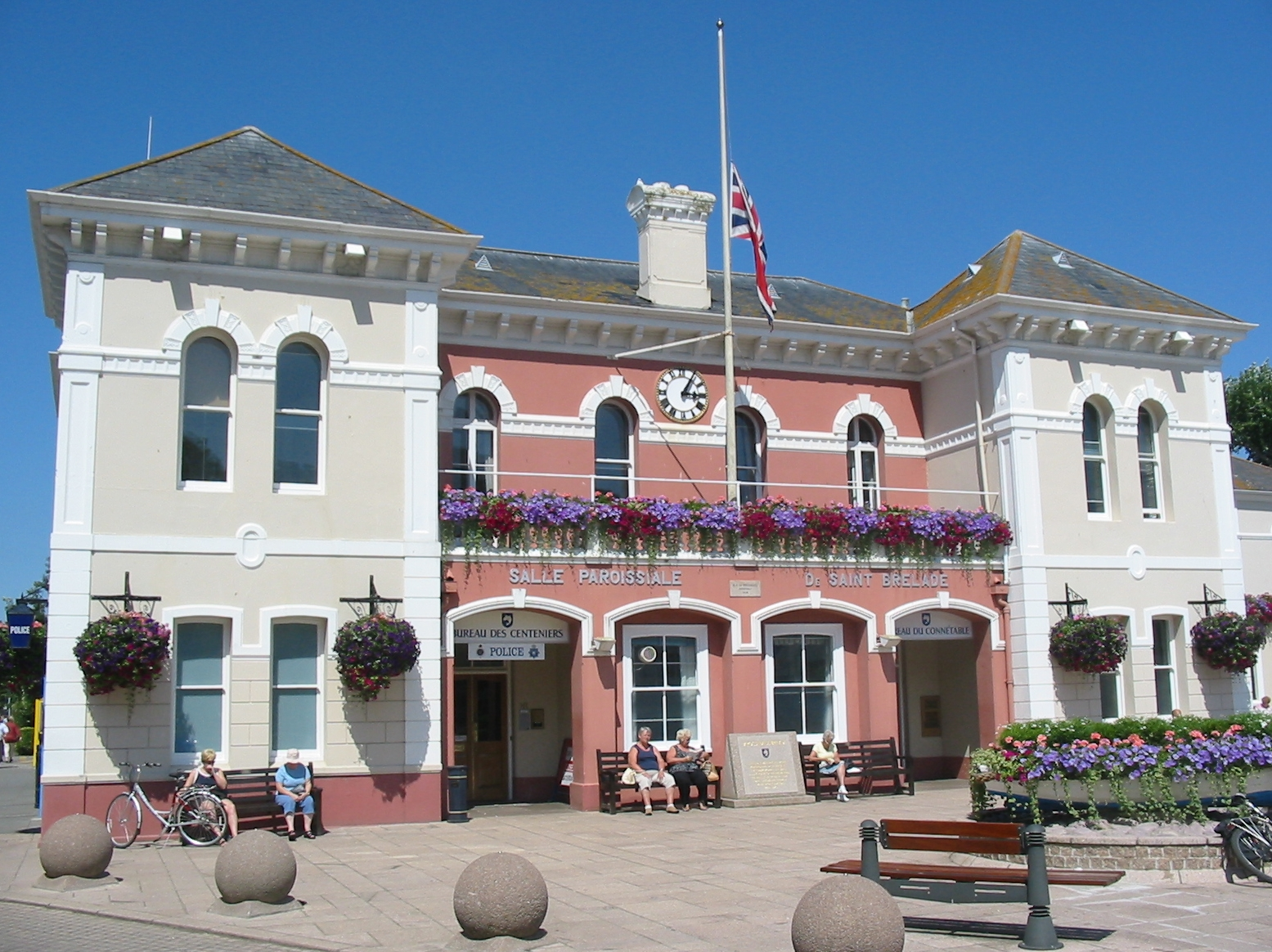
Salle paroissiale de Saint-Brélade.
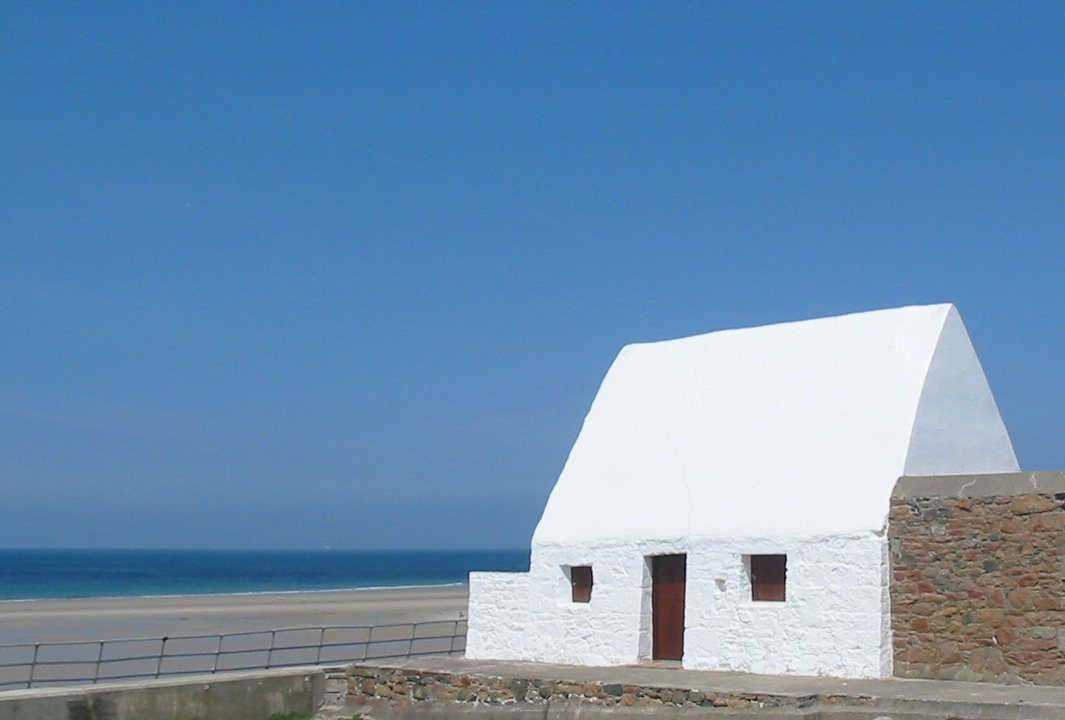
La Cauminne à Mary Best.
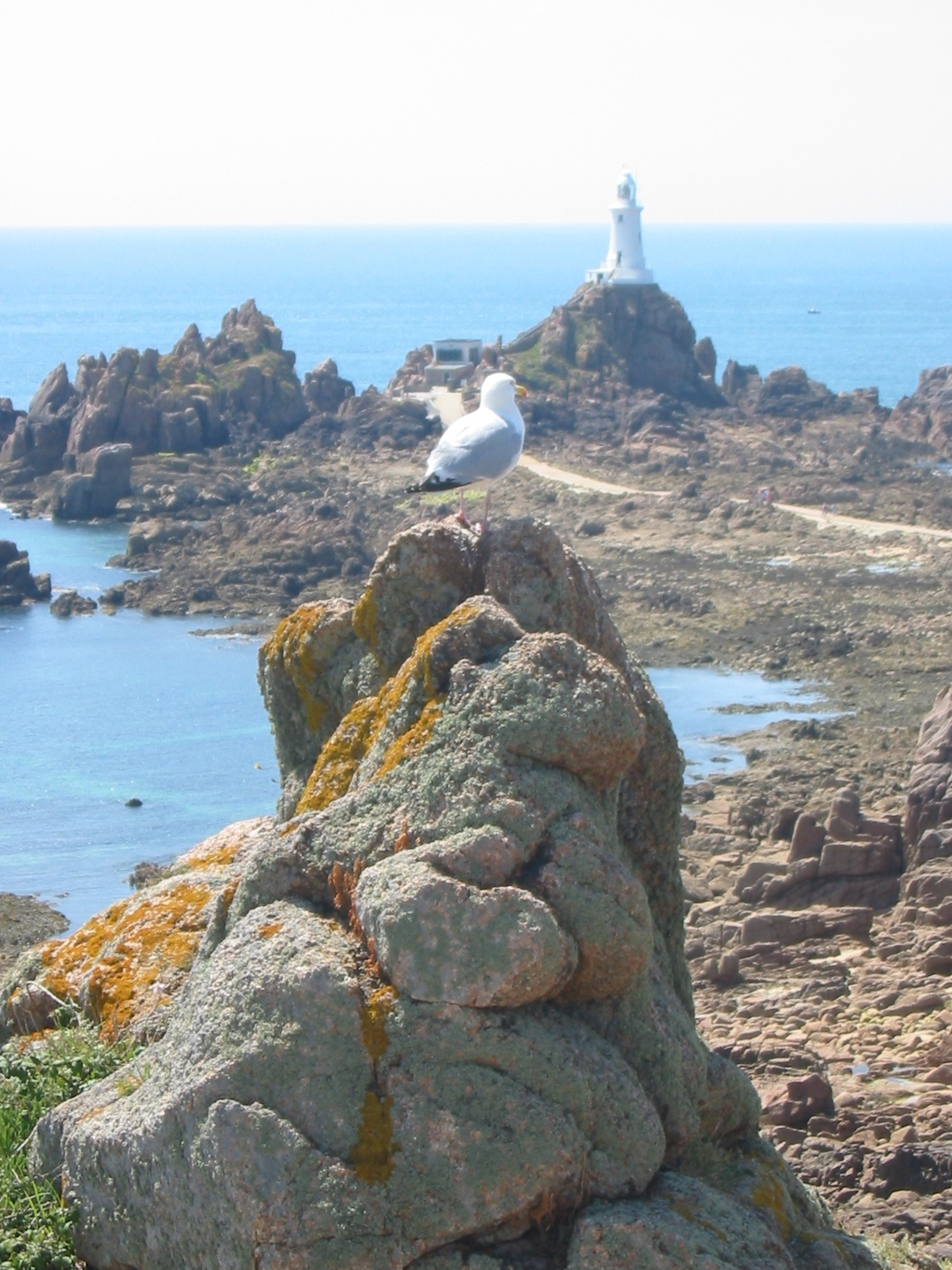
Phare de La Corbière.
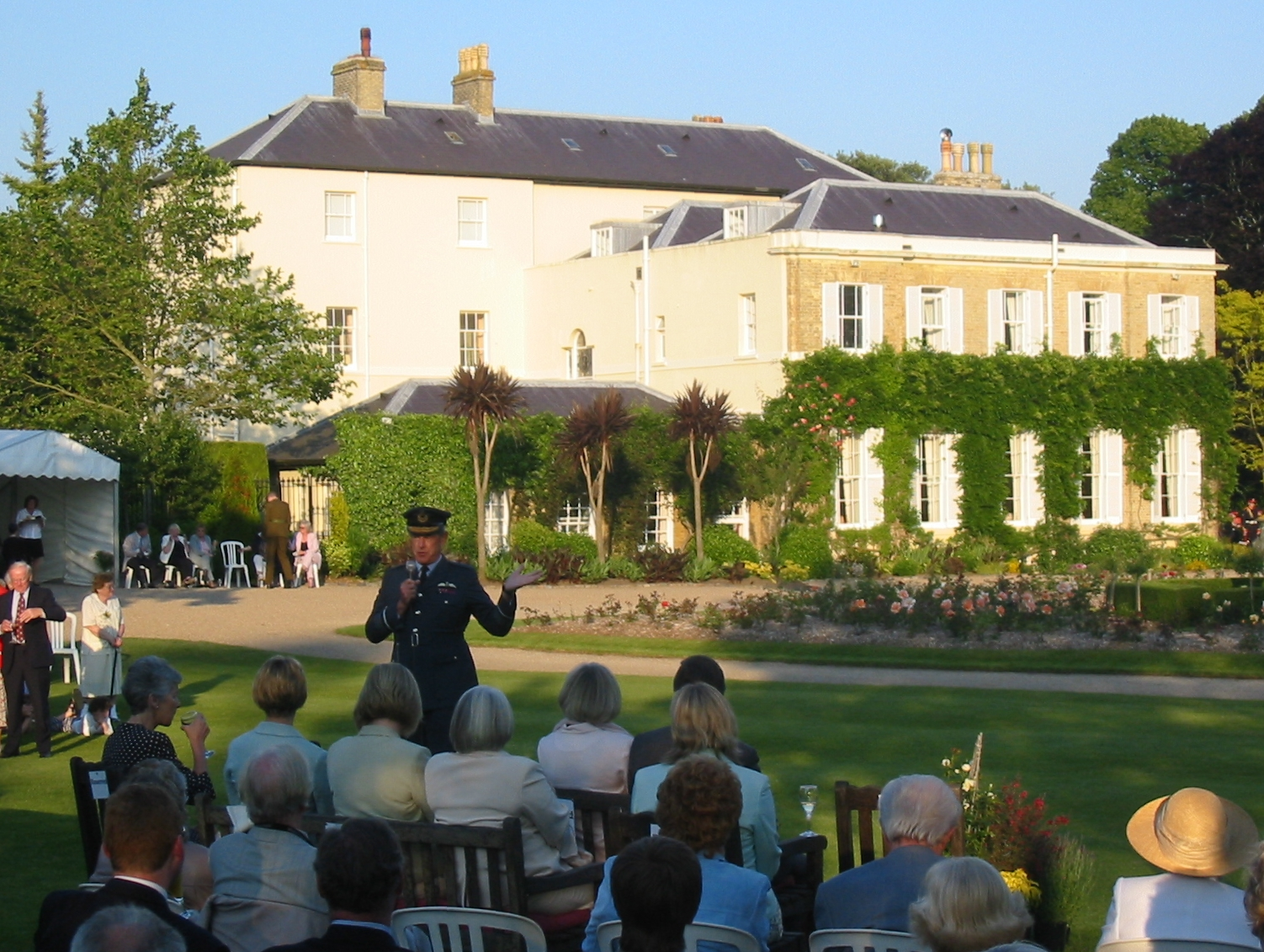
Maison du gouvernement.
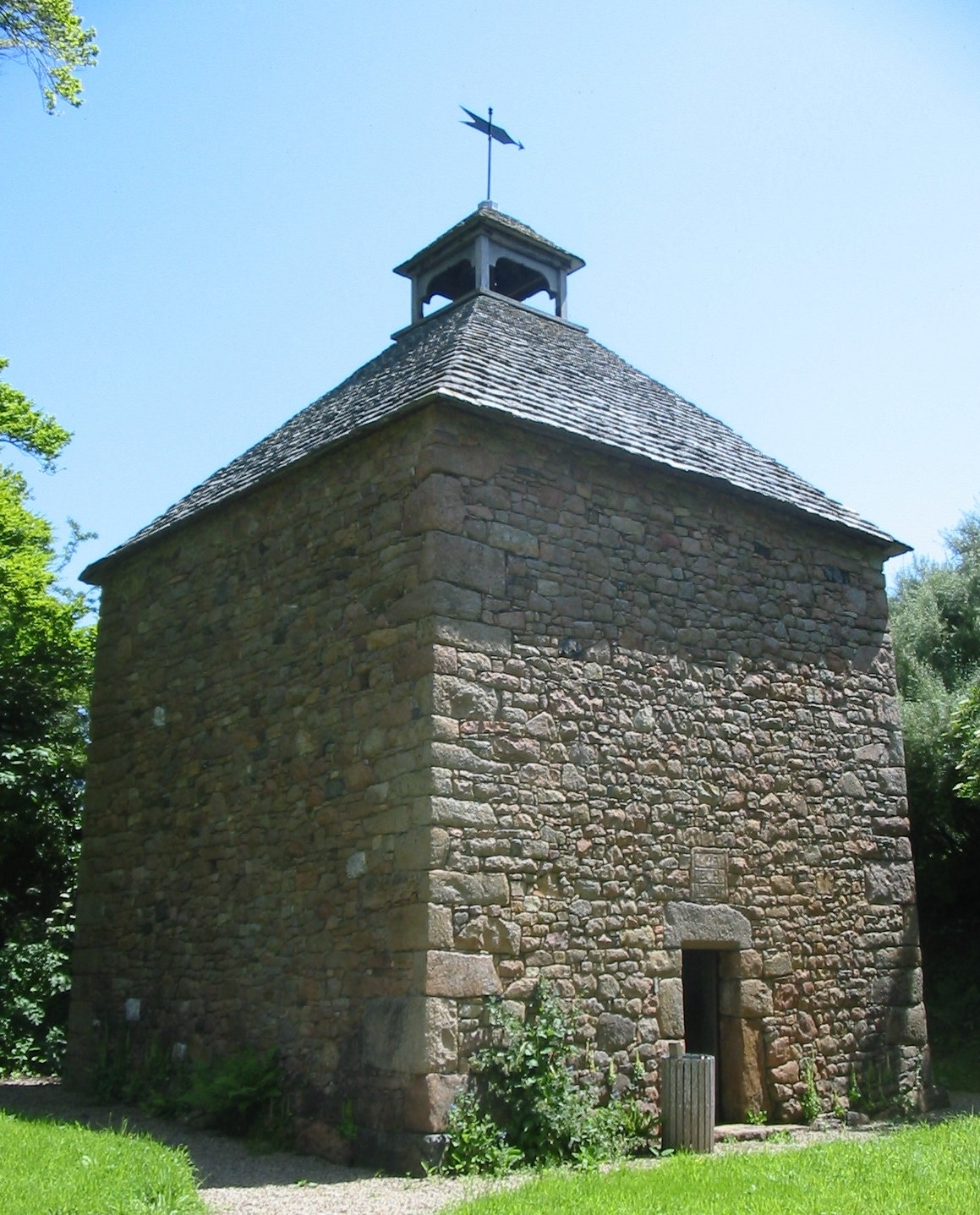
Colombier à Hamptonne.
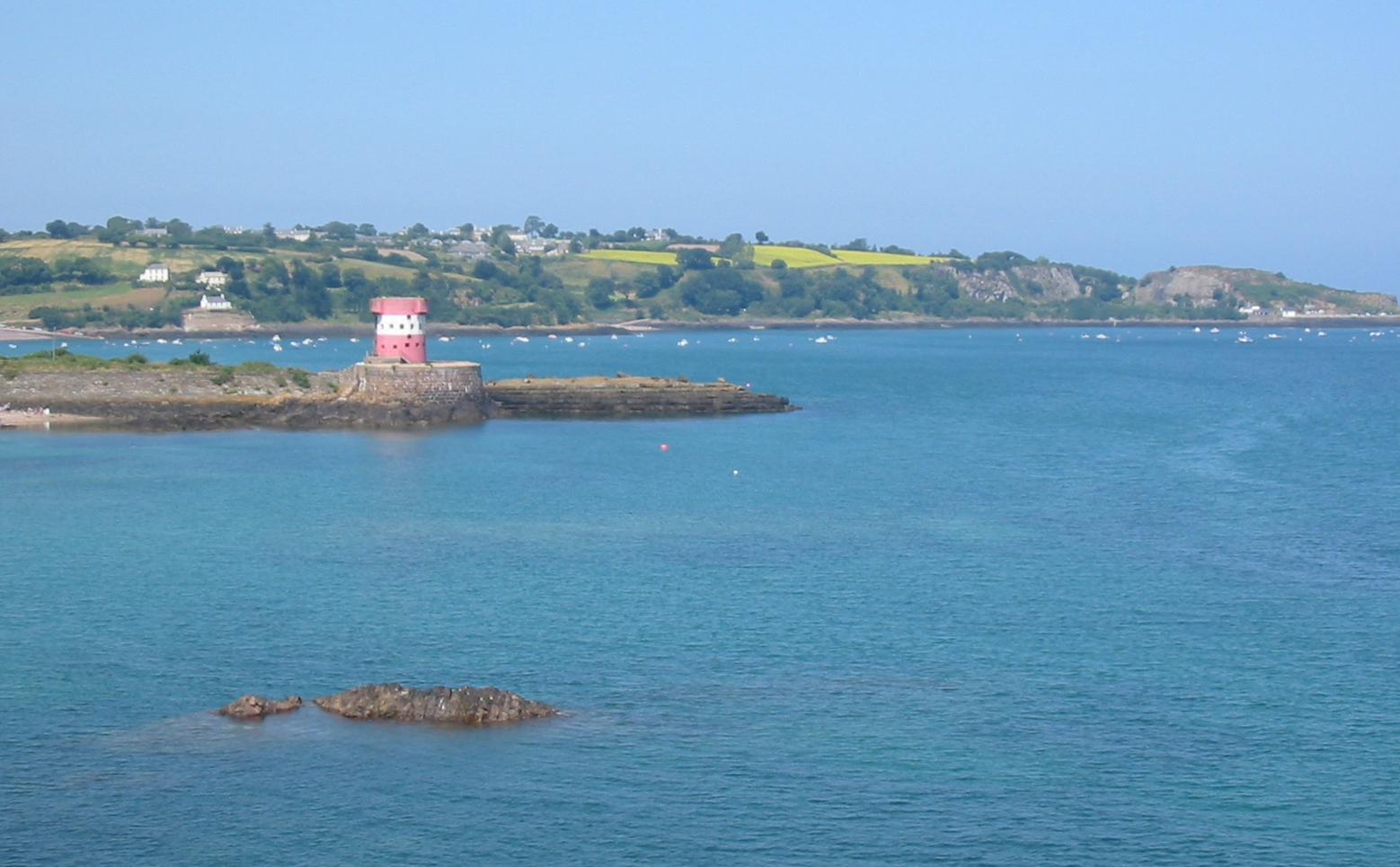
Archirondel.
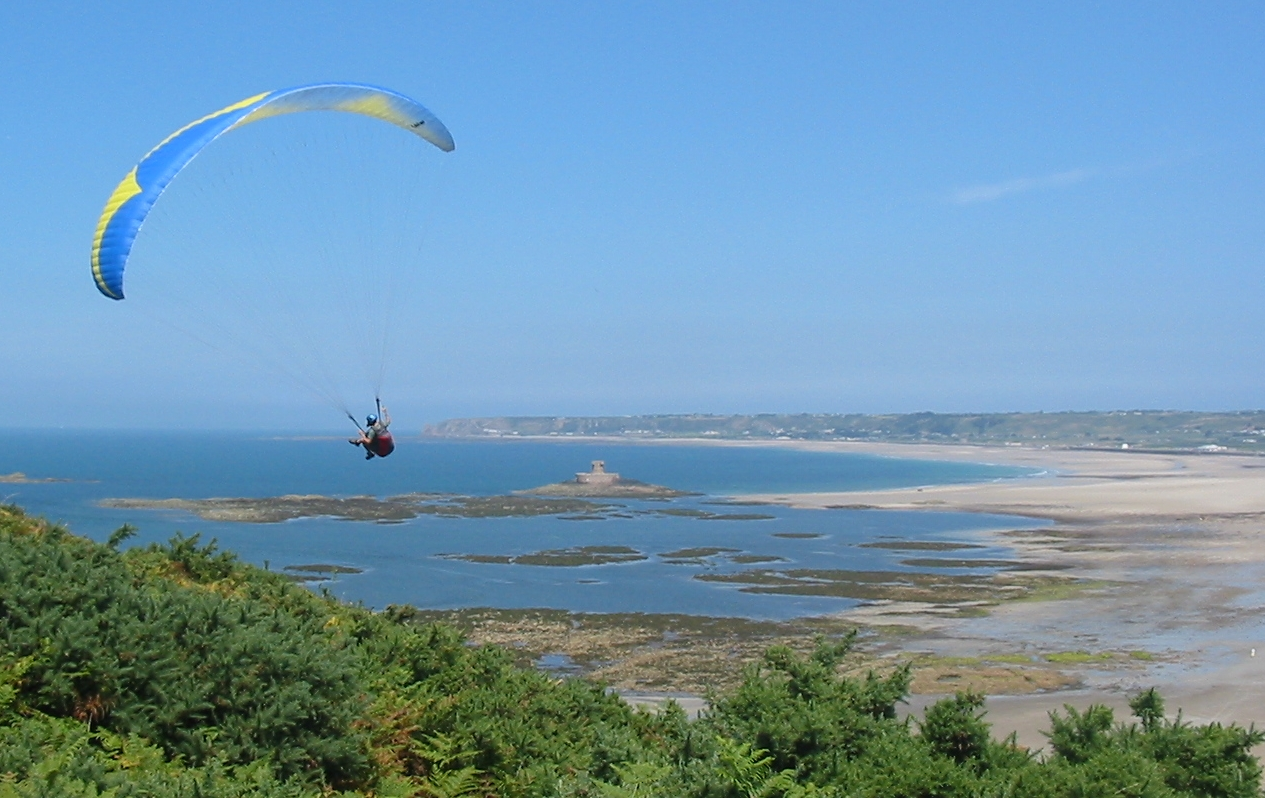
Baie de St-Ouën.
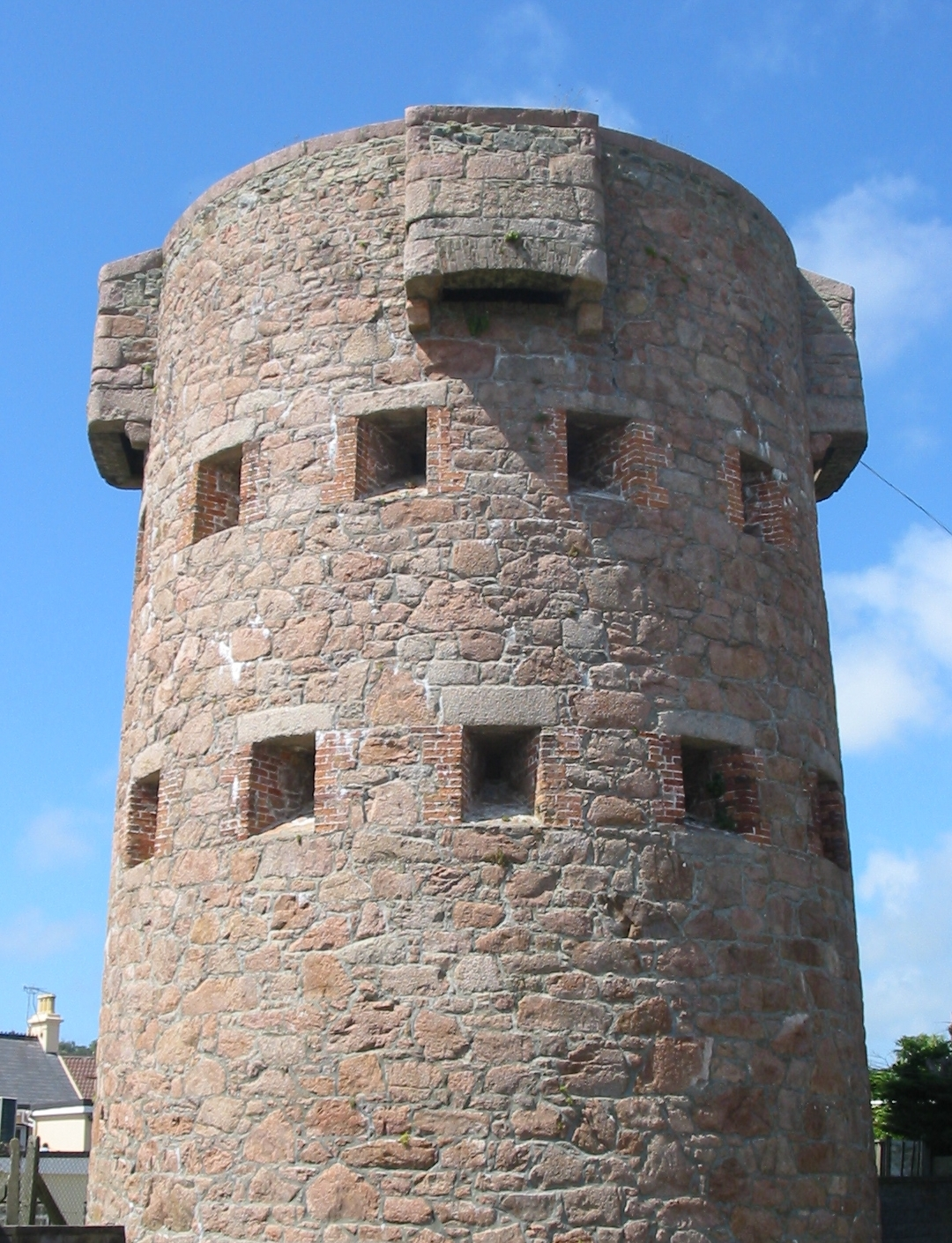
Tour ronde.
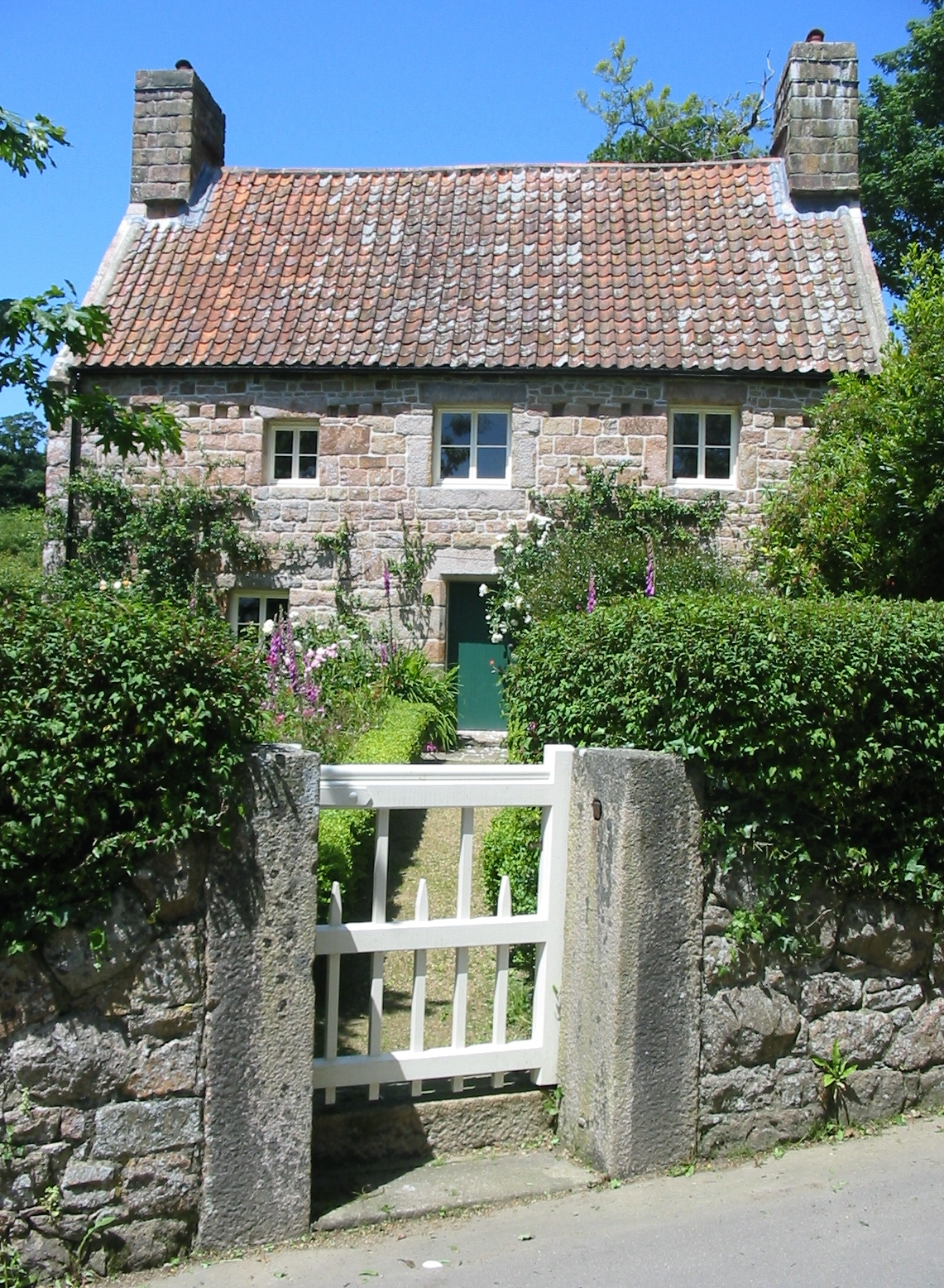
Chaumière Le Rât.